# Concattedrale di San Giovanni
La concattedrale di San Giovanni Battista (in maltese: Kon-Katidral ta' San Ġwann) si trova a La Valletta, ed è la concattedrale dell'arcidiocesi di Malta.

## Culto

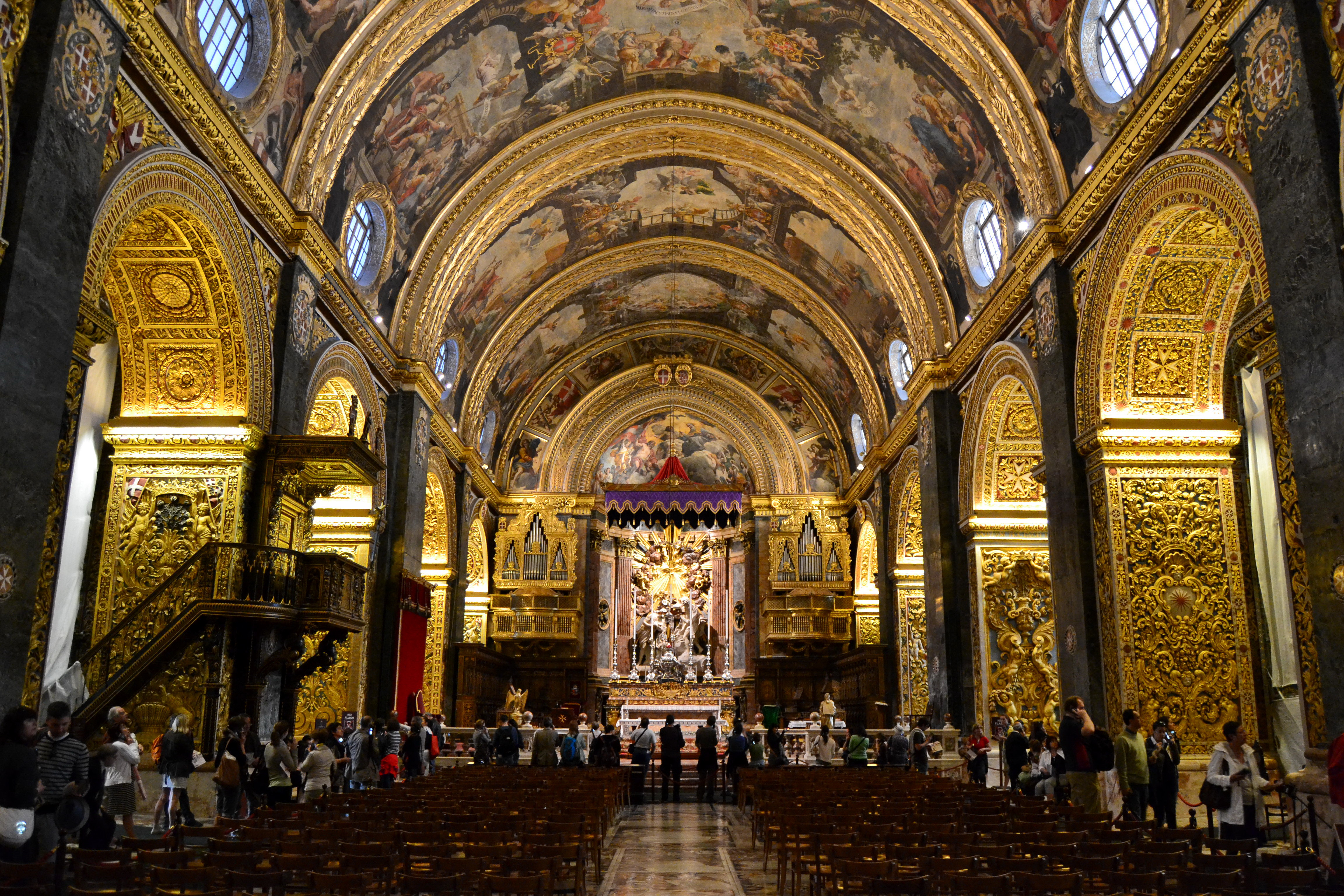
L'interno della concattedrale.

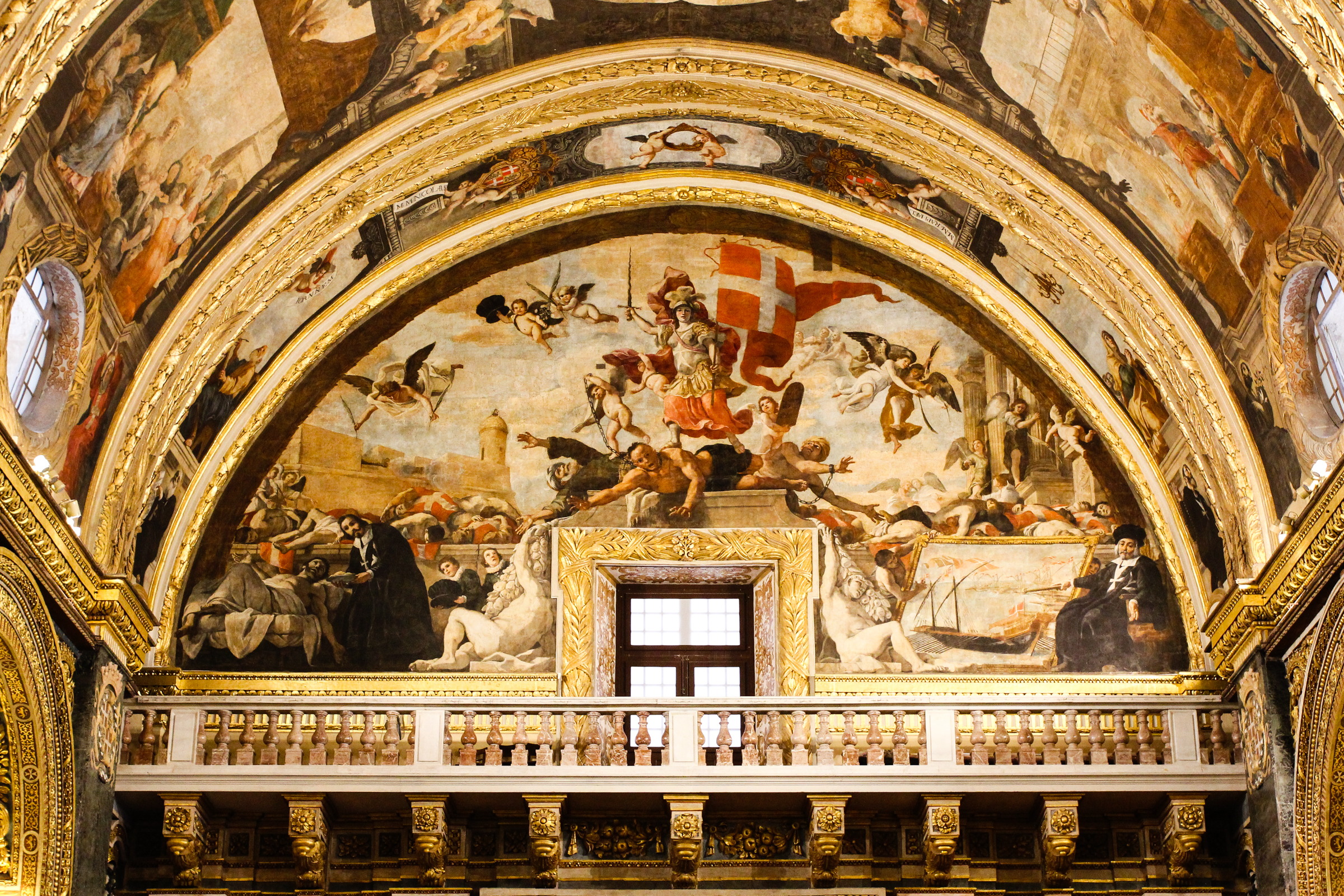
Trionfo dell'Ordine di San Giovanni, affresco controfacciata.

San Giovanni Battista patrono dei Cavalieri Ospitalieri. Ordine formato da nobili provenienti dalle più importanti casate europee impegnati a proteggere la fede cattolica e l'Europa dagli attacchi dei Turchi Ottomani. I membri dell'Ordine si distinguono in Cavalieri, Cappellani e Serventi d'armi sotto l'autorità di un Principe Gran Maestro.

## Storia

### Epoca spagnola

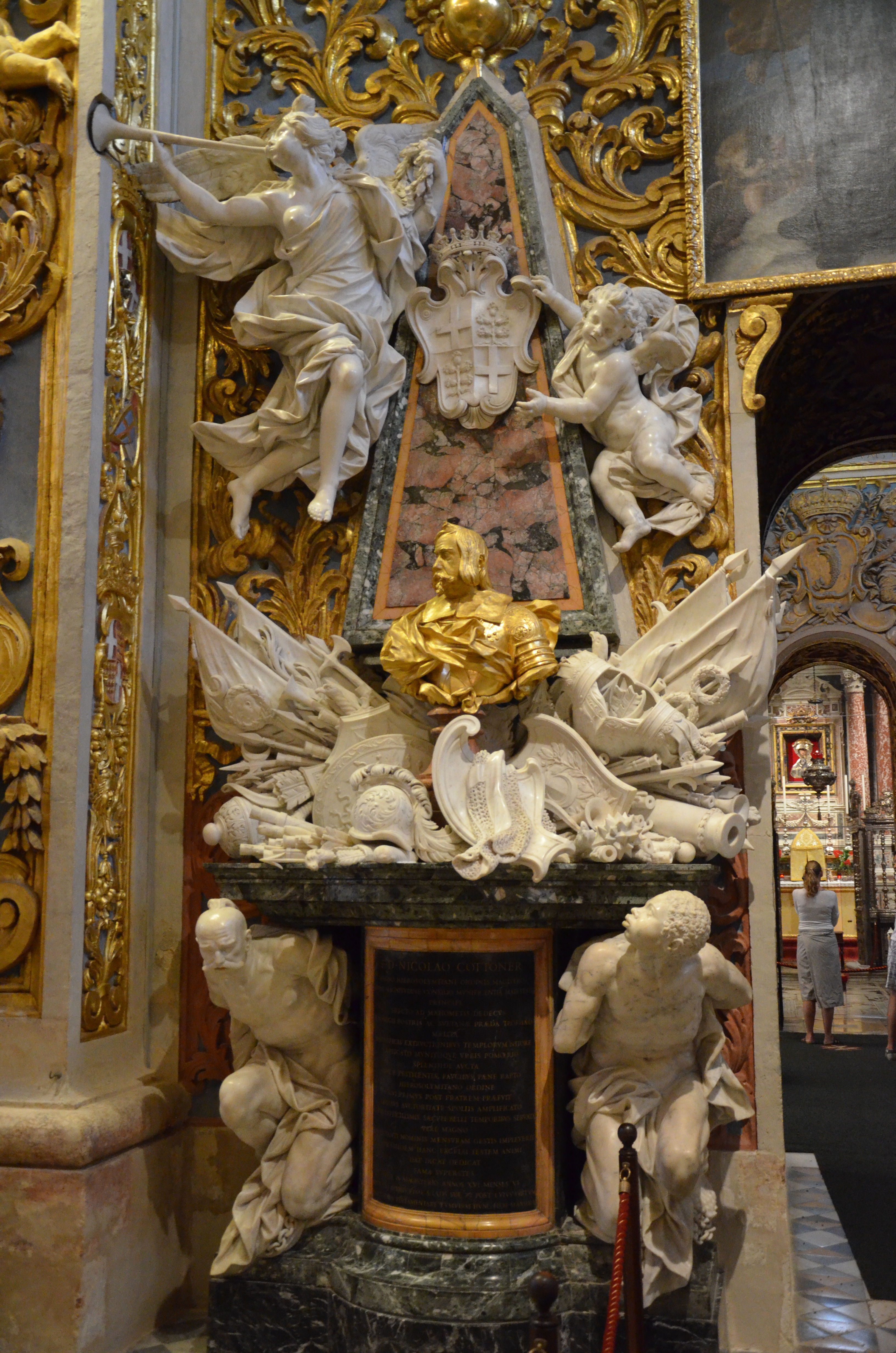
Monumento di Nicolas Cotoner.

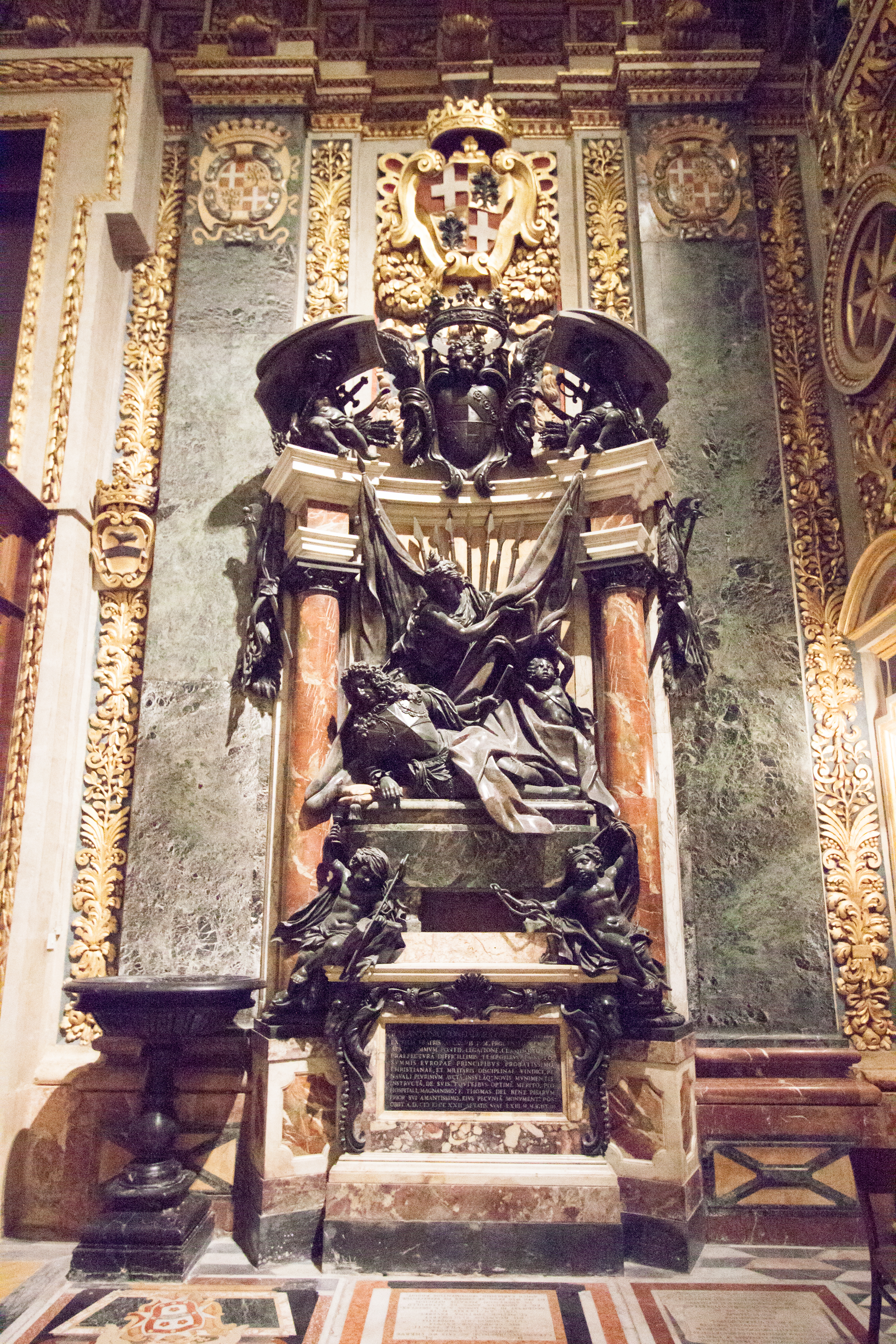
Monumento.

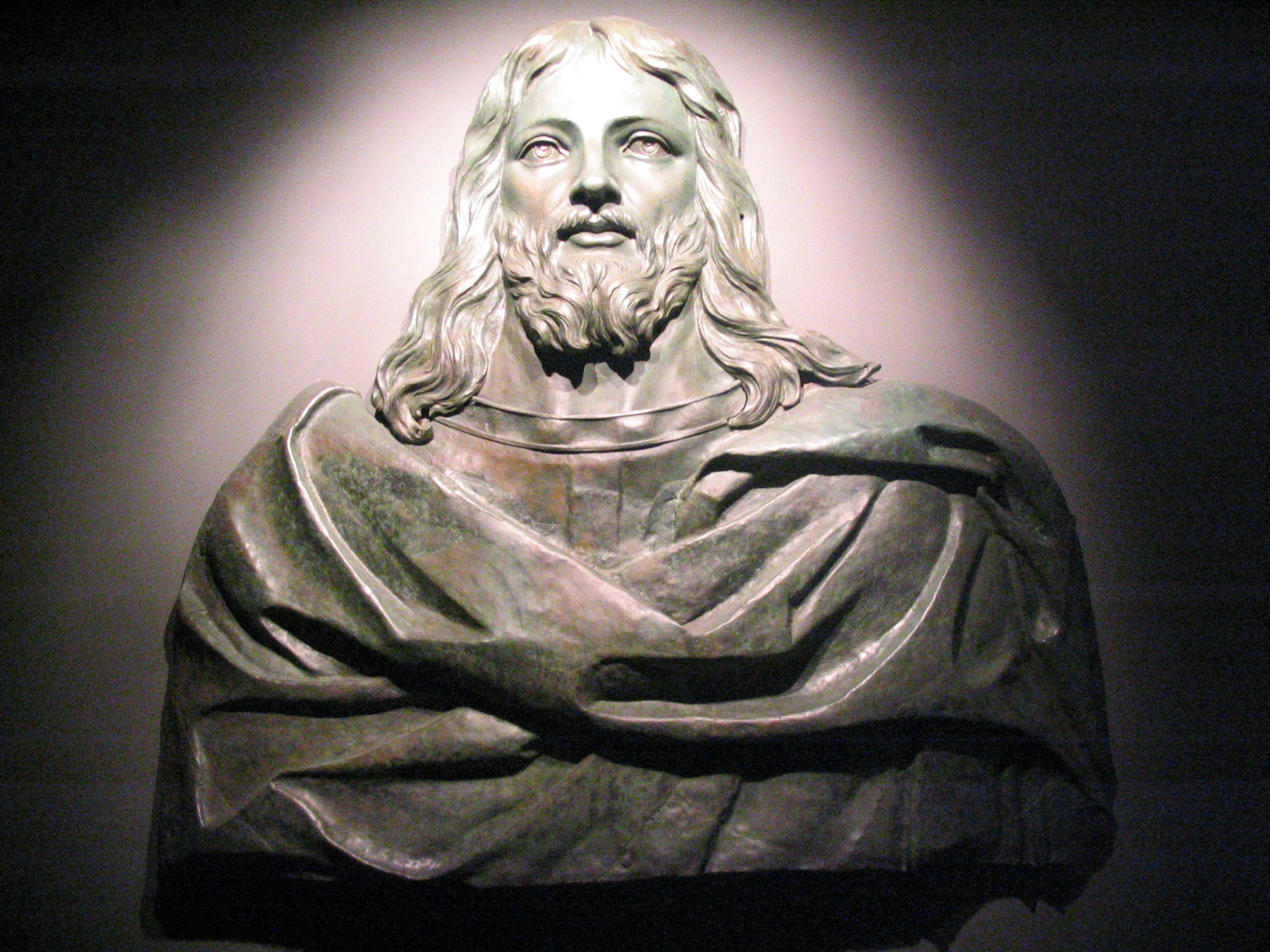
Cristo Salvatore di Alessandro Algardi.

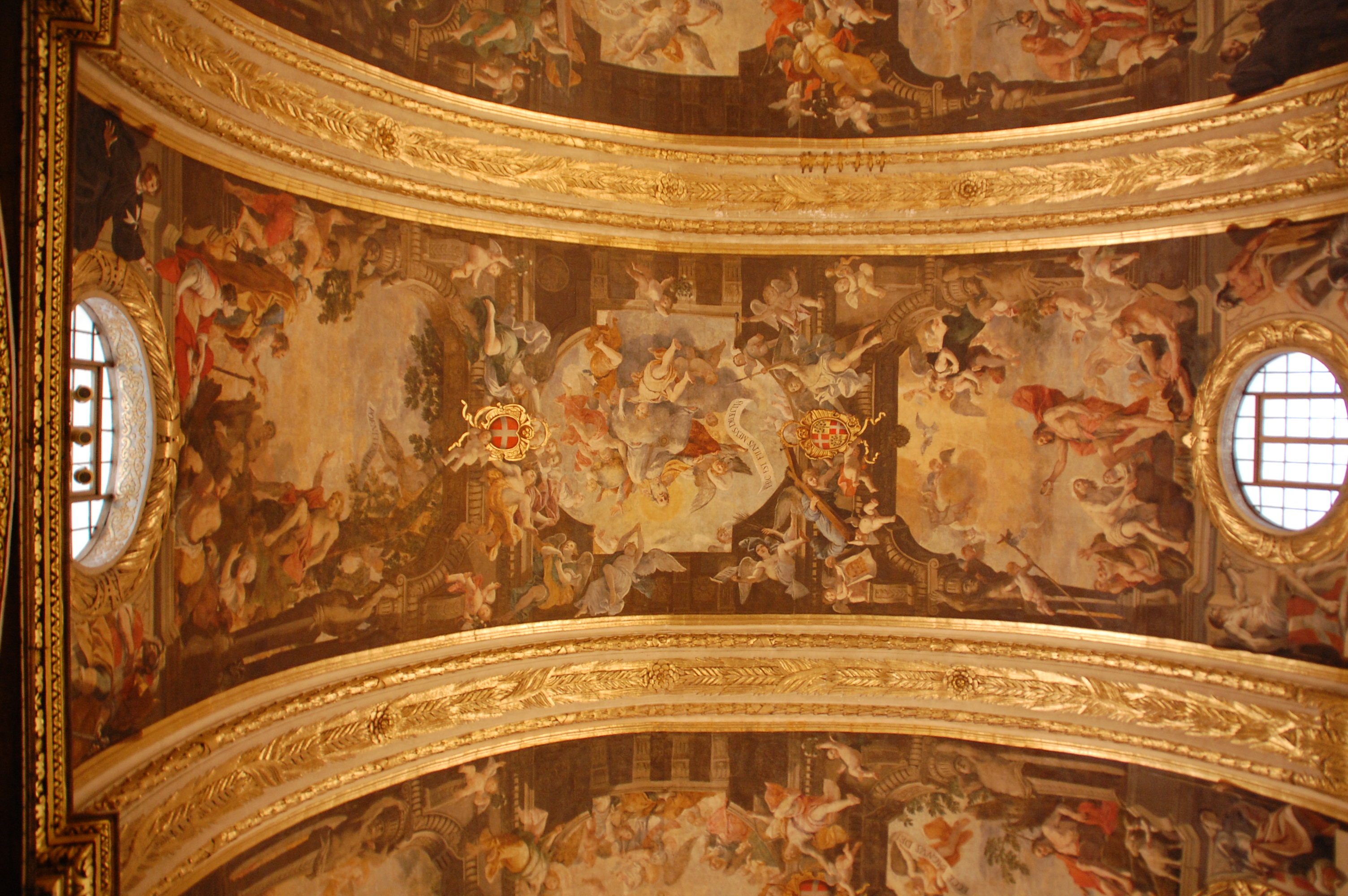
Predicazioni del Battista e Battesimo nel Giordano.

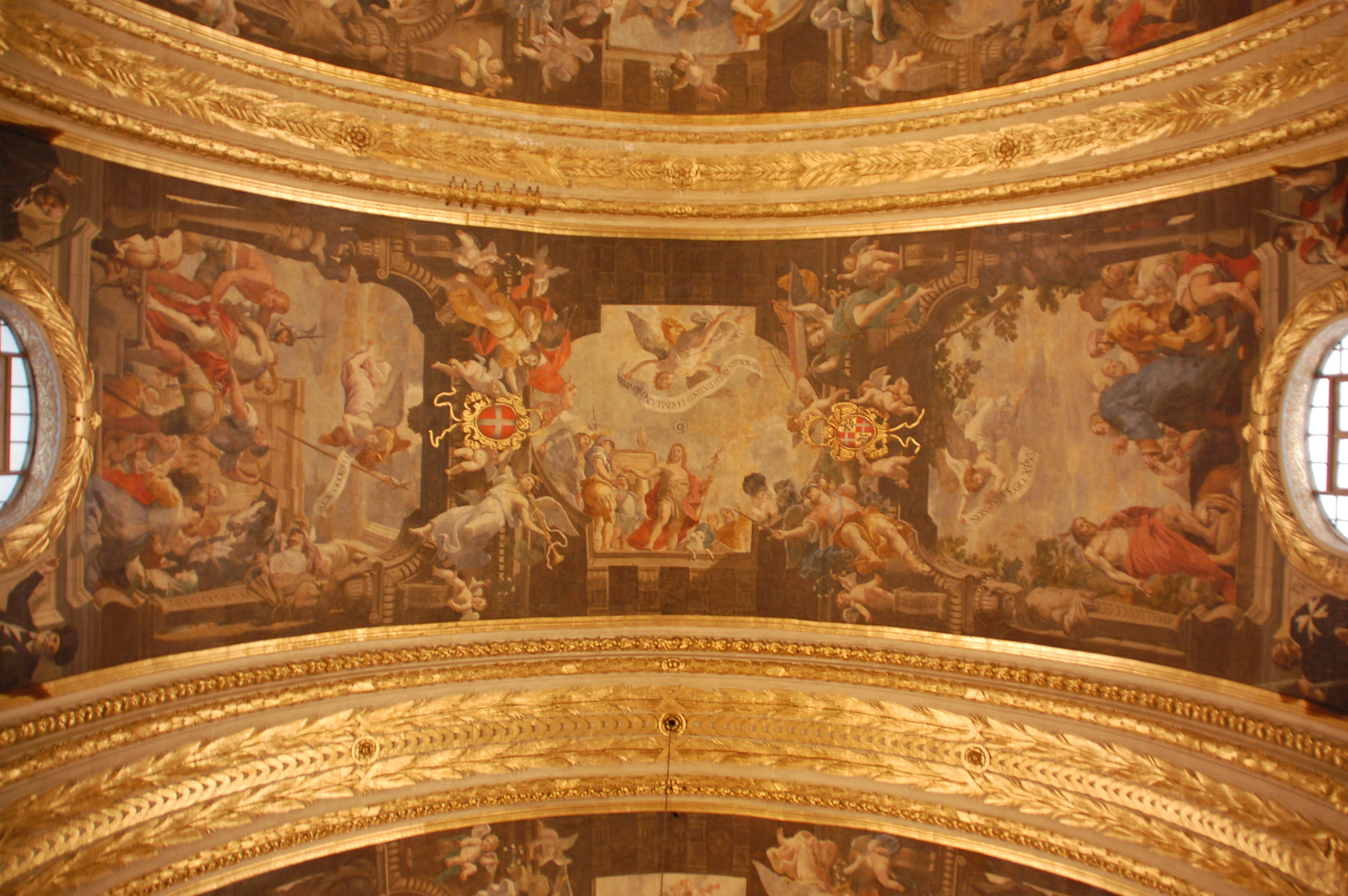
La Cattura del Battista.

La costruzione dell'edificio s'inserisce nel grande contesto di fortificazioni voluto da Carlo V a difesa delle roccaforti del regno, nella fattispecie, in seguito all'abbandono del quartier generale dell'isola di Rodi da parte dei Cavalieri Ospitalieri, conseguenza dei ripetuti attacchi da parte delle armate turco-ottomane.
Dopo un breve pellegrinare l'imperatore del Sacro Romano Impero concesse all'Ordine il feudo siciliano dell'arcipelago maltese a fronte della contropartita simbolica annuale costituita da un falco ammaestrato e del potenziamento delle strutture difensive del baluardo posto strategicamente nel canale di Sicilia (21 giugno 1530). Nella nuova dislocazione i cavalieri stabilirono la loro roccaforte presso la chiesa parrocchiale di San Lorenzo di Birgu (8 novembre 1530 - ottobre 1571), la Città Vittoriosa, uno dei tre primitivi nuclei della città ubicato a sud-est del Porto Grande.
Dopo i ripetuti attacchi del corsaro Dragut (1542 e 1546), di Sinan Pascià nel 1551 e la storica vittoria sui turchi ottomani al comando di Solimano il Magnifico nel Grande Assedio del 1565, l'Ordine degli Ospitalieri continuò il rafforzamento difensivo di Malta, con l'obiettivo di trasformare la città e le isole in fortezze inespugnabili. Scartata la proposta avanzata da Jean de la Valette di costruire una grandiosa chiesa conventuale a Birgu, il completamento del Palazzo del Gran Maestro nella zona fortificata fece protendere per il raggruppamento degli edifici dell'Ordine in un sol luogo, in posizione strategica e difendibile.
Nella località denominata Piano di Valletta, ovvero sulla penisola protesa nella baia, fu individuata l'area ove far sorgere il nuovo tempio e il complesso di edifici pertinenti l'Ordine, delineando di fatto il nuovo assetto cittadino della futura capitale dello stato.
La realizzazione del progetto architettonico fu affidata a Girolamo Cassaro che in pochi anni (22 novembre 1573 - luglio 1577) per commissione di Jean de la Cassiere, edificò la chiesa conventuale dei Cavalieri dell'Ordine dell'Ospedale di San Giovanni di Gerusalemme. Nei due secoli successivi furono loro i patrocinatori delle opere di grande valore artistico che impreziosirono l'edificio facendone l'espressione artistica più alta e maestosa del barocco in tutte le sue sfaccettature.
Il 20 febbraio 1578 la consacrazione del tempio fu presieduta dall'arcivescovo di Monreale Ludovico de Torres, sede di cui la Diocesi di Malta era all’epoca suffraganea, a causa della vacanza di quella di Malta. Al nucleo principale i vari gran maestri aggiunsero: la sagrestia (1598), l'oratorio (1603) e la loggia (1736).

### Epoca napoleonica
Il 12 luglio 1798 con l'occupazione perpetrata da Napoleone Bonaparte nel contesto della campagna d'Egitto, il luogo di culto e le strutture inerenti l'Ordine subirono un sistematico depauperamento. Grazie alle rivolte cittadine appoggiate da Gran Bretagna e Regno di Sicilia, la città e le isole si affrancarono dall'occupazione francese. Nel 1800 l'arcipelago divenne protettorato inglese guidato da un governatore e nel 1813 colonia della Corona britannica, nonostante le rimostranze dei Borbone che rivendicavano la sovranità sull'isola.
Il 27 gennaio 1816 l'evidente supremazia di La Valletta su tutte le città maltesi, congiuntamente alla notevole influenza dei gran maestri dell'Ordine presso la Curia romana, determinarono l'elevazione della chiesa al rango di concattedrale, titolo condiviso con la cattedrale di San Paolo, storico tempio della cattedra vescovile che si trova a Mdina, la storica capitale dell'arcipelago.

### Epoca contemporanea
Nel 1941, al culmine della seconda guerra mondiale, la concattedrale subì i gravi bombardamenti di La Valletta riportando danni alla loggia, ovvero la parte più esposta verso il cuore commerciale del centro della città.
Dal 1980 la concattedrale assieme al centro storico di La Valletta è dichiarata Patrimonio dell'umanità dell'UNESCO ed è amministrata da un'apposita Fondazione creata nel 2001. Ospita eventi culturali e concerti.

## Facciata
La facciata è costituita da una parte centrale su due livelli parzialmente sormontata da timpano con croce di Malta sulla sommità, delimitata da torri campanarie aggettanti. I tre corpi realizzati in conci di pietra locale sono caratterizzati da lesene e paraste angolari convesse con ordini segnati da cornici marcapiano. I campanili presentano un terzo ordine sormontato da cupola, le celle campanarie sommitali mostrano grandi monofore per l'alloggiamento delle campane e balaustre sommitali. Finestrelle e bifore segnano simmetricamente l'intero prospetto, la torre destra reca tre quadranti per segnalare il giorno settimanale, l'ora e i minuti, un'ulteriore piccola torretta campanaria la distingue dalla torre diametralmente opposta.
Due nicchie incorniciano l'ingresso principale formato da due colonne tuscaniche che reggono la loggia - balcone incassata in una nicchia ad arco, luogo deputato alla presentazione del Gran Maestro neoeletto. Appena sotto la mensola di calpestio e sopra l'arco del portale sono incastonati tre stemmi e due iscrizioni marmoree rispettivamente: del promotore del progetto Gran Maestro Jean de la Cassiere, del vescovo deputato alla consacrazione Ludovico de Torres e la terza dei Cavalieri Ospitalieri, Ordine committente.
L'originale della monumentale scultura bronzea raffigurante l'immagine di Cristo Salvatore fu commissionato ad Alessandro Algardi, noto scultore barocco bolognese attivo a Roma. Il manufatto giunse a Malta nell'agosto 1639 per essere installato sul prospetto della chiesa del Salvatore affacciato sul Grand Harbour. In origine la figura reggeva con una mano un globo, mentre l'altra era atteggiata in gesto benedicente nei confronti di chi prendeva il mare o rientrava sulla terraferma. Una copia è stata collocata nel timpano della facciata, l'originale restaurato per preservarne lo stato di conservazione, è esposto all'interno del Museo.
Nella controfacciata, nel passaggio dalla sacrestia a sinistra, all'oratorio ubicato a destra, ai lati del portale sono collocati il mausoleo del Grande Maestro Marc'Antonio Zondadari e il fonte battesimale proveniente dalla chiesa di Sant'Antonio Abate detta della Vittoria, dell'Ordine gerosolimitano. Completano l'ambiente due acquasantiere in marmo nero di Venezia del 1641, manufatti donati dal Cavaliere Alessandro Zambeccari.

## Interno
L'impianto dell'edificio è a pianta basilicale con una navata principale larga 15 metri per una lunghezza di 53 metri, due laterali sostenute da dodici pilastri. Lungo entrambi i lati sono dislocate le dieci cappelle intercomunicanti, otto di esse sono dedicate alle principali nazionalità e lingue parlate dei Cavalieri. Gli ambienti delle comunità francesi, italiane, tedesche e aragonesi, essendo quest'ultime le più numerose e importanti si trovano più vicino all'altare e manifestano la magnificenza dei rispettivi stati.
La decorazione della volta commissionata dai grandi maestri dell'Ordine Rafael e Nicolas Cotoner è il frutto dell'arte di Mattia Preti che la affrescò impiegando la tecnica della pittura ad olio direttamente su pietra, sfruttando la porosità della globigerina maltese. Impiegò cinque anni per affrescare, nelle sei sezioni di volta, i diciotto episodi ispirati alla vita di San Giovanni il Battista. Lo stesso artista è autore di molti dipinti e affreschi sparsi nei svariati ambienti. La grande navata centrale presenta decorazioni sontuose, un pavimento costituito da un'ininterrotta sequenza di oltre 400 pietre tombali in marmi policromi ove lo stesso pittore riposa sotto una di esse.
Gli episodi salienti della vita del Battista si riassumono: Annuncio della nascita del Battista, Zaccaria uscito dal tempio perde la parola, Zaccaria riferisce ad Elisabetta l'annuncio dell'angelo, Visitazione della Vergine a Sant'Elisabetta, Soggiorno della Vergine Maria da Sant'Elisabetta, Nascita di Giovanni, Circoncisione di Giovanni Battista, Elisabetta chiama il suo bambino Giovanni, Conferma del nome da parte di Zaccaria, Giovanni nel deserto, Le predicazioni di Giovanni nel deserto, Il Battesimo di Gesù nel fiume Giordano, Giovanni Battista rivela la sua missione, Giovanni rende la sua testimonianza a Gesù, La cattura e prigionia di Giovanni, Salomè e la Danza dei Sette Veli, La decapitazione del Battista, La vendetta di Erodiade.
Il Trionfo dell'Ordine di San Giovanni nel lunettone, Santa Elisabetta e San Zaccaria nella controfacciata completano il vasto ciclo realizzato negli anni 1661 - 1666.
| Arcata   |  | Pannello sinistro                                         | Pannello centrale                                                       | Pannello destro                                                                                 |
| -------- |  | --------------------------------------------------------- | ----------------------------------------------------------------------- | ----------------------------------------------------------------------------------------------- |
| Ingresso |  | Santa Elisabetta                                          | Trionfo dell'Ordine di San Giovanni                                     | San Zaccaria                                                                                    |
| 1        |  | Nascita di San Giovanni Battista                          | Visitazione della Beata Vergine a Sant'Elisabetta                       | Zaccaria incensa l'Arca del Testamento e Angelo annunciante la nascita di San Giovanni Battista |
| 2        |  | San Giovanni predica nel deserto                          | Annuncio della decollazione e Tramortimento di Santa Elisabetta         | San Giovanni fanciullo nel deserto e motto Ecce Agnvs Dei                                       |
| 3        |  | San Giovanni battezza Gesù nel fiume Giordano             | Padre Eterno e motto Hic est Filius meus dilectus                       | San Giovanni predica agli Ebrei la penitenza                                                    |
| 4        |  | I soldati di Erode catturano San Giovanni                 | San Giovanni insegna i principii della Sacra Religione Gerosolimitana   | Missione di San Giovanni e motto Non sum ego Christus                                           |
| 5        |  | La carcerazione del Battista e La visita di due discepoli | Angelo e la testa del Precursore                                        | Erode, Erodiade e San Giovanni e motto Non licet tibi habere uxorem fratis tui                  |
| 6        |  | La danza di Salomè                                        |                                                                         | La Decollazione del Battista                                                                    |
| Abside   |  |                                                           | Santissima Trinità e San Giovanni Battista con lo stendardo dell'Ordine |                                                                                                 |

La cattedrale ha varie cappelle laterali, ognuna patrocinata dalle differenti Nazioni e Lingue dei componenti dell'Ordine dei Cavalieri Ospitalieri, e contenenti opere di rilievo. Due lunghi corridoi insistono lungo le pareti esterne delle cappelle laterali, manufatti commissionati dal gran maestro António Manoel de Vilhena.

### Navata destra

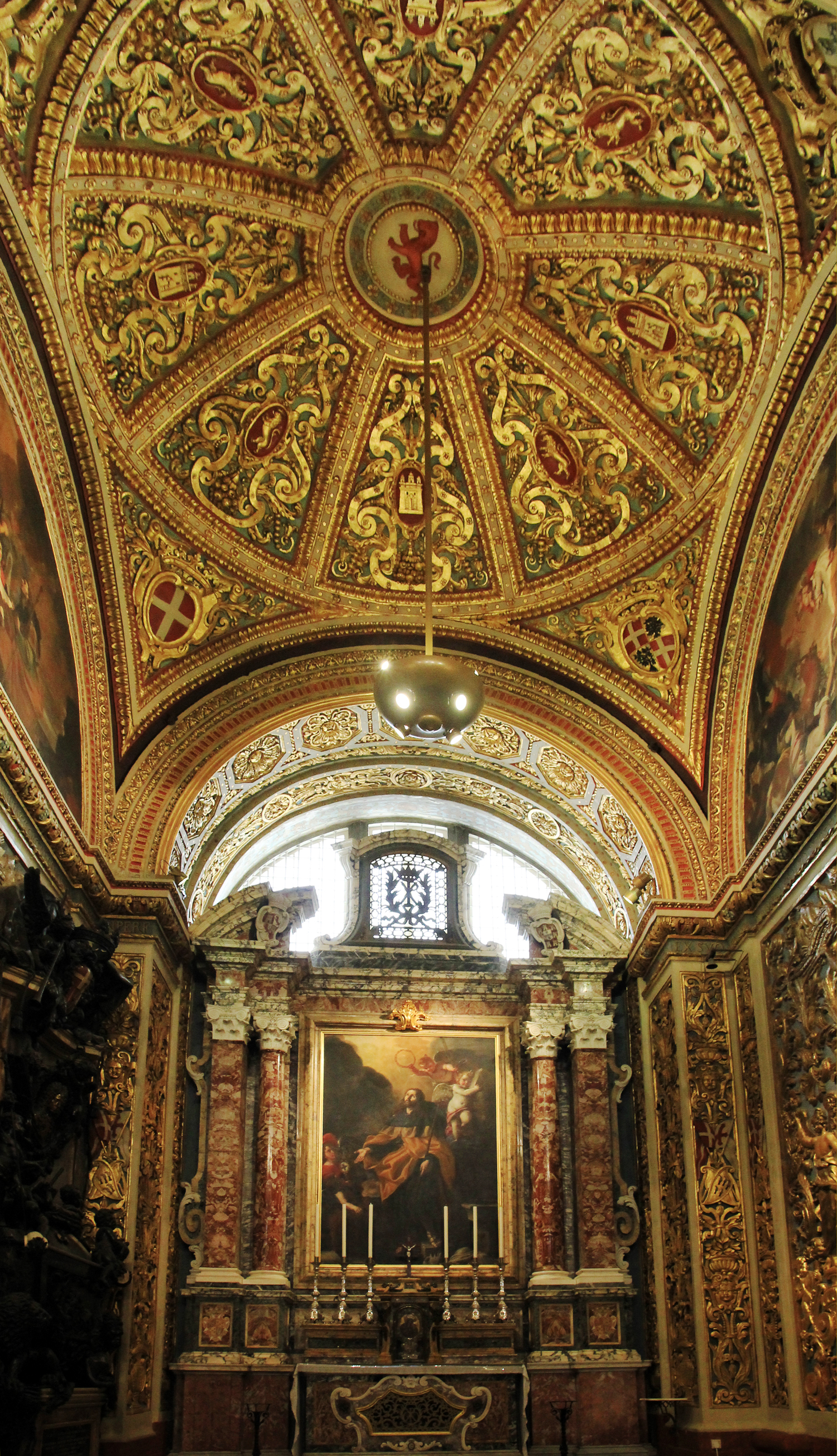
Cappella di San Giacomo.

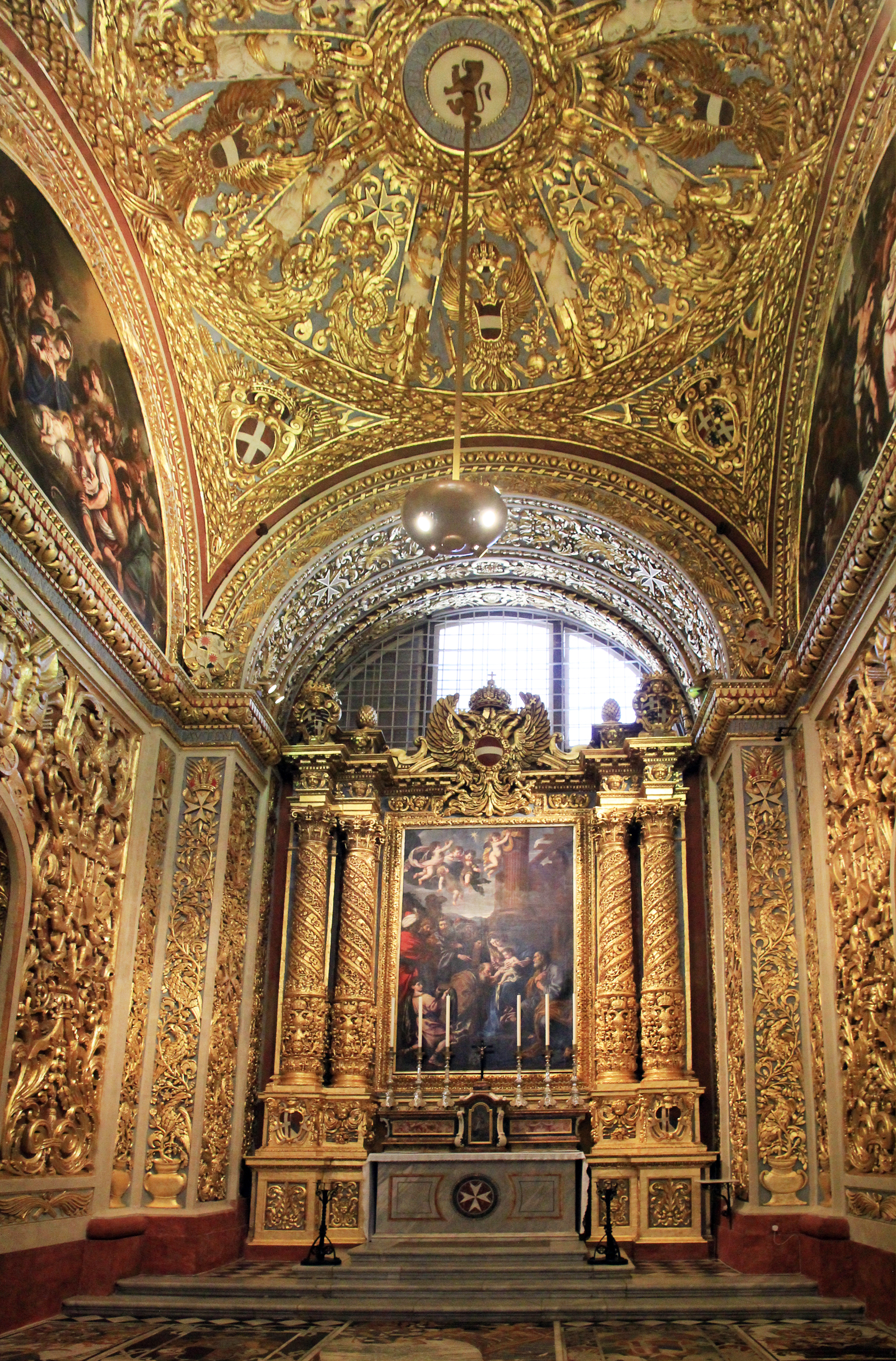
Cappella dell'Epifania.

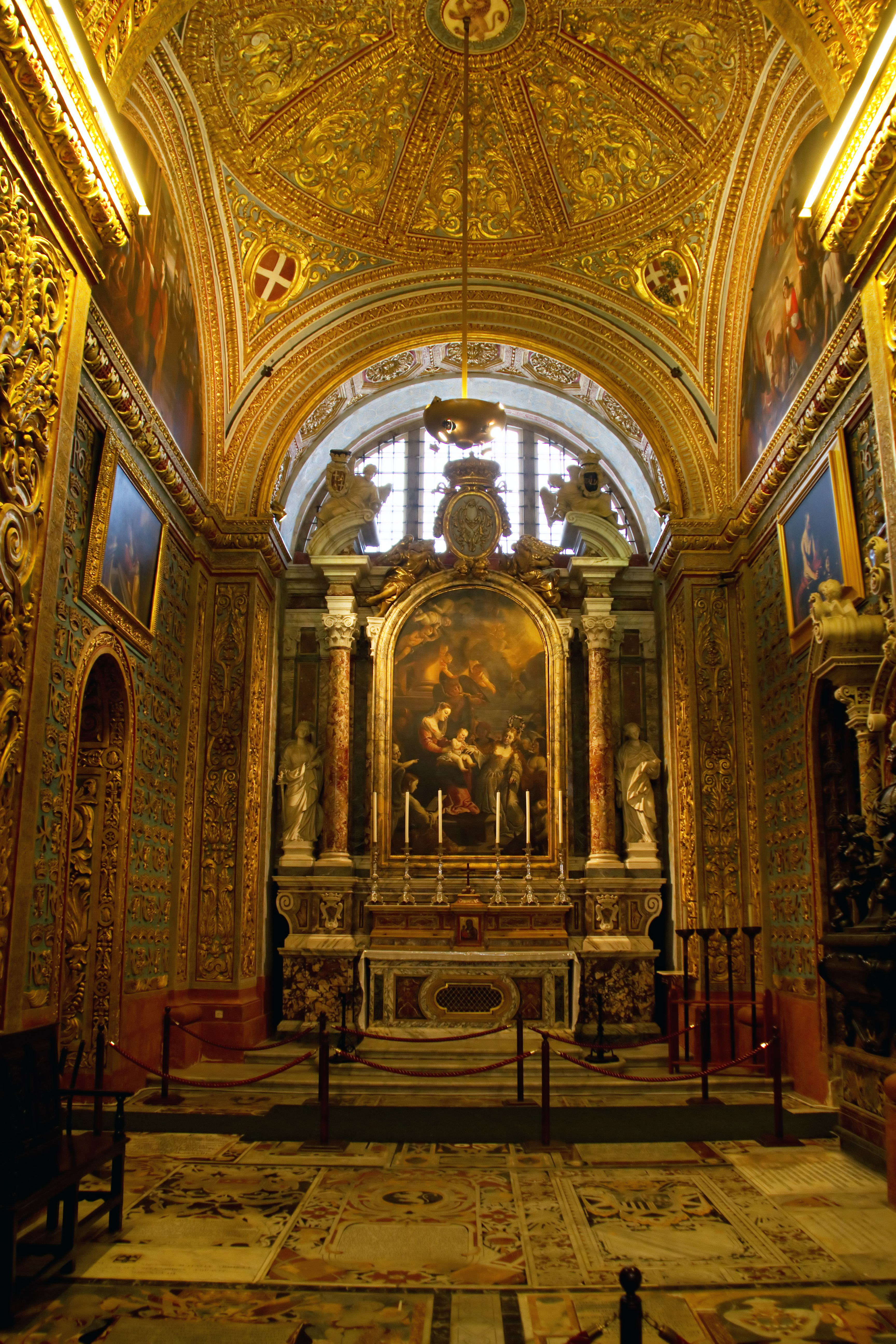
Cappella di Santa Caterina d'Alessandria.

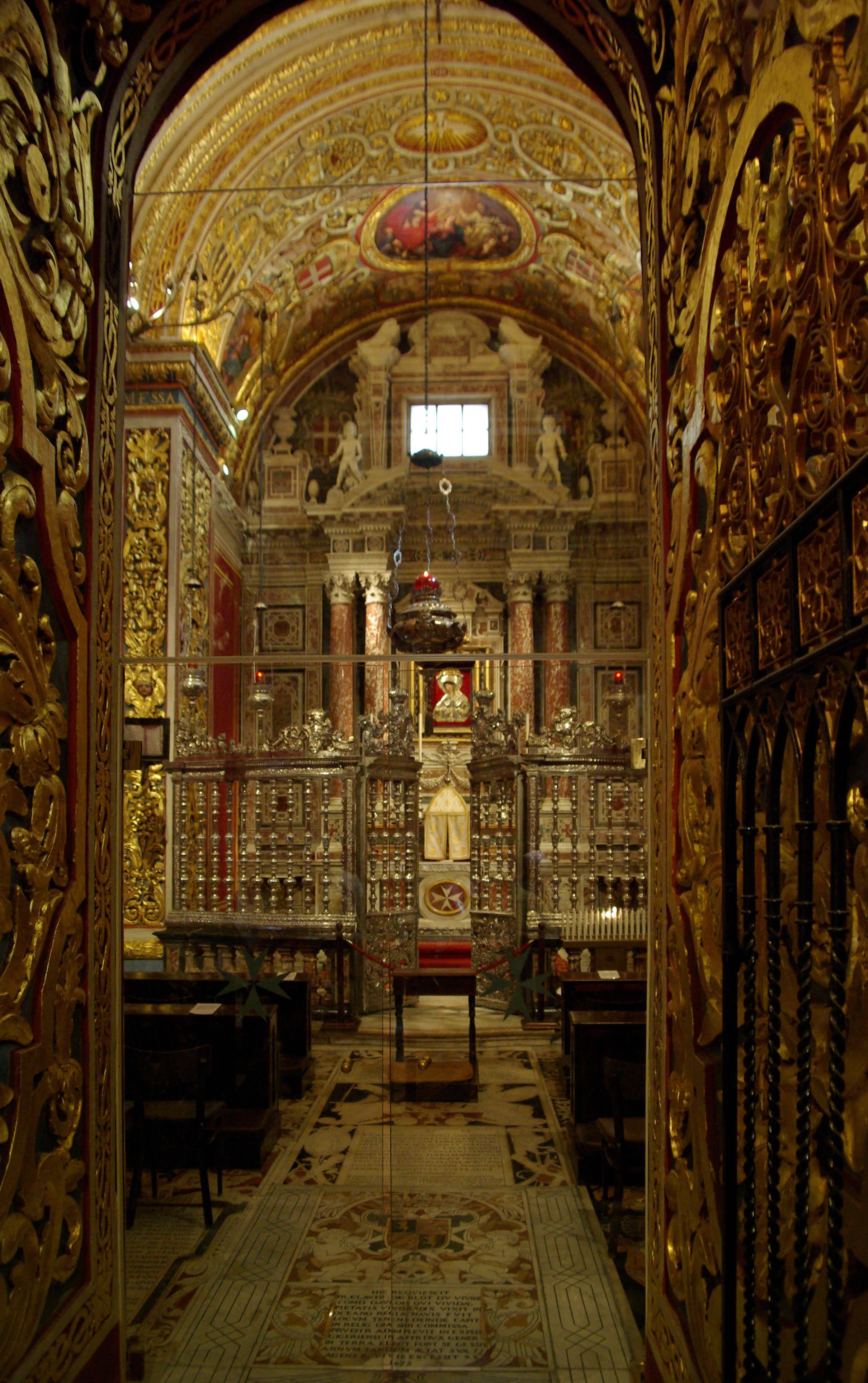
Cappella della Madonna di Fileremo.

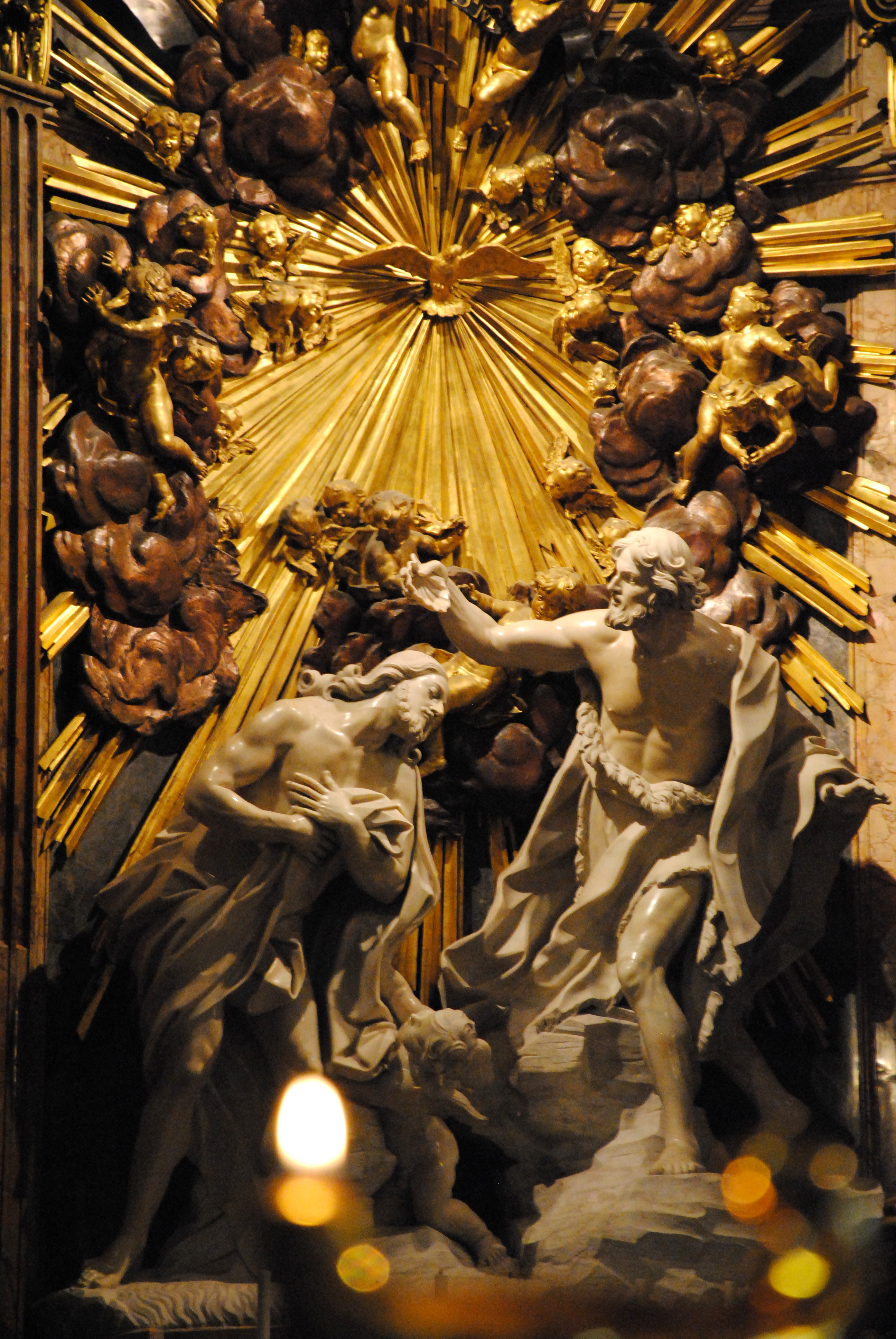
Battesimo di Gesù di Giuseppe Mazzuoli.

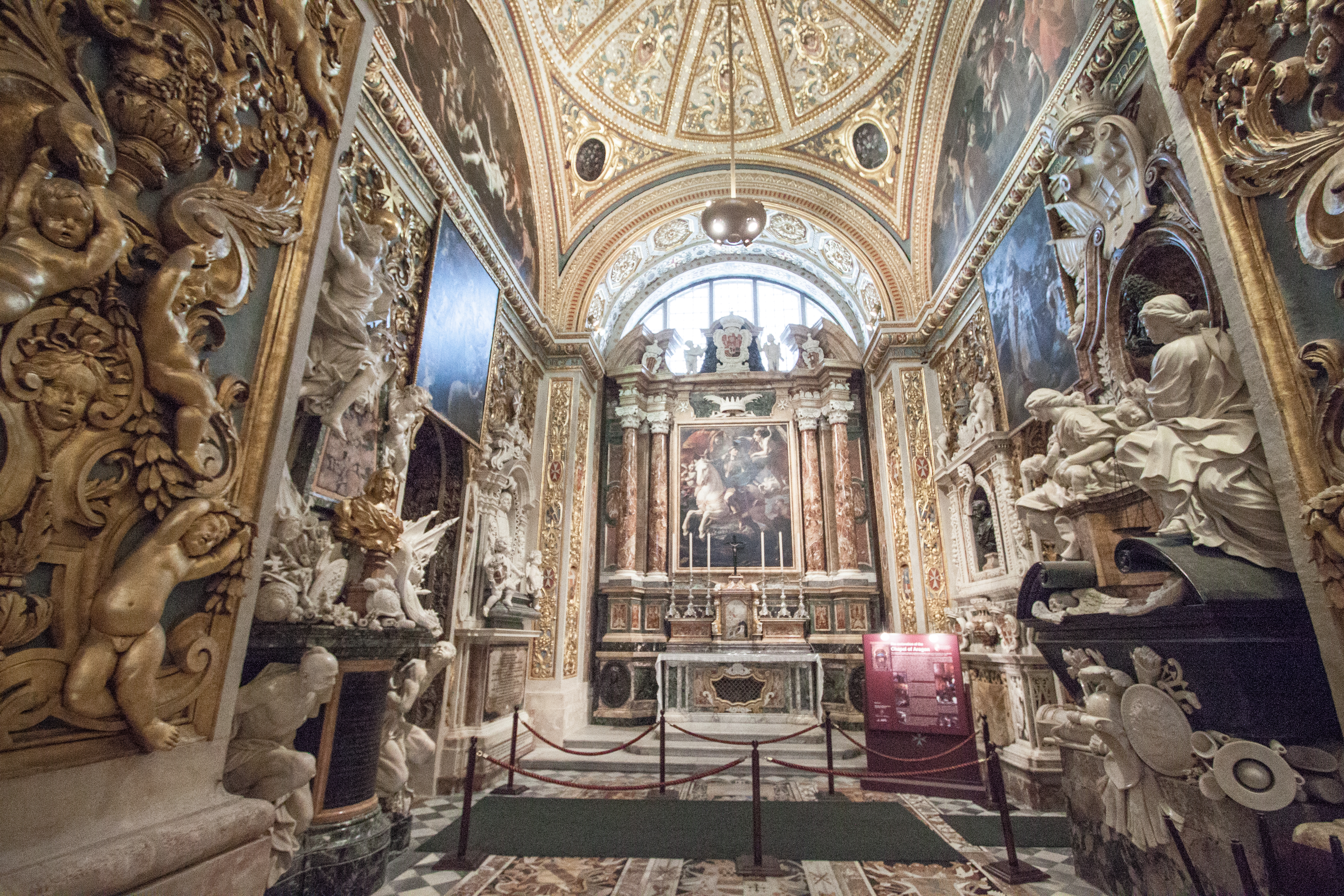
Cappella di San Giorgio.

- Prima campata. Varco d'accesso all'Oratorio.[15] Nelle tre lunette dell'ambiente sono raffigurati gli episodi raffiguranti Bajazette regala la mano di San Giovanni al Gran Maestro, opera di Antoine de Favray[26] ovvero Cariati Bey, ambasciatore dell'imperatore dei turchi Bajazette, a Rodi offre in dono al Gran Maestro Pierre d'Aubusson la reliquia della Mano di San Giovanni Battista.[27][28] Seguono la Consumazione delle ossa di San Giovanni Battista sotto Giulio l'Apostata, il Ritrovamento del capo del Battista, chiude la rassegna pittorica un dipinto raffigurante Santa Caterina opera di Francesco Potenzano.
- Seconda campata: Cappella di San Giacomo,[28][29] ambiente patrocinato dalle nazioni Castiglia, Leon e Portogallo. Dedicata a San Giacomo il Maggiore, patrono di Spagna, ospita il dipinto raffigurante San Giacomo Apostolo,[30] opera di Mattia Preti, il cui personaggio è contraddistinto dalla conchiglia del viandante tipica dei pellegrini in visita al suo santuario. Ai lati San Giacomo che scaccia i Mori dalla Spagna[30] e San Giacomo inginocchiato ai piedi della Madonna del Pilar[30] opere di Mattia Preti. Nella cappella sono sepolti due grandi maestri: il nobile portoghese António Manoel de Vilhena, che ha governato nel periodo 1722 - 1736, il maestro Manuel Pinto de Fonseca, che governò tra il 1741 e il 1773.[29]
- Terza campata: ingresso laterale destro.[31] Stemma del fondatore Gran Maestro Jean de la Cassiere e lapidi nel pavimento.
- Quarta campata: Cappella di San Giorgio,[28][31] ambiente sotto il patrocinio della nazione d'Aragona e delle comunità di Catalogna, Navarra e Valencia. Altare dedicato a San Giorgio, patrono dei cavalieri aragonesi, con il dipinto raffigurante San Giorgio a cavallo nell'atto di trafiggere il drago,[32]  capolavoro opera di Mattia Preti del 1659. Nelle lunette dello stesso autore le scene della vita di San Lorenzo: l'Incontro con Papa Sisto II condotto al martirio[33] e il Martirio di San Lorenzo sulla graticola[33] verosimilmente eseguite dopo l'arrivo a Malta nel 1661. Altri due dipinti su tela collocati sui passaggi alle cappelle contigue: il ritratto di San Francesco Saverio[30] e a destra San Firmino,[30] vescovo di Pamplona entrambi protettori del Regno di Navarra, opere commissionate nel 1658. L'altare contiene l'intero corpo di San Fedele Martire giunto a La Valletta per volontà del gran maestro Ramon Despuig. Alle pareti le sepolture monumentali dei gran maestri Nicolas Cotoner con gli schiavi ottomani in catene e di Martin de Redin con putti marmorei sulla parete sinistra. Sulla parete destra i monumenti a Ramon Perellos y Roccaful col sarcofago caratterizzato dalle Allegorie opere dello scultore senese Giuseppe Mazzuoli e di Raphael Cotoner. L'altare ospita anche la sepoltura di Ramon Despuig, alla base infatti sono presenti due medaglioni bronzei, a sinistra quello raffigurante il gran maestro e quello a destra reca le armi di famiglia. La sopraelevazione è costituita da coppie di marmo con capitelli corinzi, la coppia esterna in posizione più avanzata determina la prospettiva concava di profondità indirizzando l'attenzione alla splendida pala intermedia. Il doppio timpano ad archi spezzati sovrapposti e sfalsati, delimitano la stele intermedia collocata al centro della lunetta - finestra. Putti marmorei sorreggono il grande stemma coronato con le insegne delle quattro comunità patrocinanti, altri due stemmi sono collocati sul cornicione, al di sotto del quale sono raffigurate la corona simbolo della fedeltà, e le palme del martirio. Nella cupola è presente lo stemma con le insegne di Jean de la Cassiere.[34]
- Quinta campata: Cappella di San Sebastiano,[35][36] ambiente sotto il patrocinio dell'Alvernia dedicato a San Sebastiano. La pala d'altare raffigura il Martirio di San Sebastiano e le lunette ospitano il ciclo di scene raffiguranti la sua vita con il San Sebastiano inginocchiato ai piedi di Papa Caio e il Martirio di San Sebastiano, opere di Giuseppe d'Arena.[37][38] Singolare la presenza della lastra tombale posta sul pavimento al centro della cappella, essa commemora il leggendario eroe del Grande Assedio, don Melchior de Robles, cavaliere dell'Ordine della Spada. Sepoltura del gran maestro Annet de Clermont-Gessant.[39]
- Sesta campata: Cappella del Santissimo Sacramento o Cappella della Madonna di Fileremo.[36][40] L'ambiente protetto da una cancellata in argento custodisce una copia dell'icona della Madonna di Fileremo, fanno corona altri tre dipinti di scuola romana raffiguranti l'Annunciazione della Beata Vergine Maria, l'Assunzione della Beata Vergine Maria al Cielo e l'Incoronazione della Beata Vergine Maria.[40] Nei secoli gli Ospitalieri si sono affidati prima di tutte le battaglie, offrendo alla Vergine le chiavi delle roccaforti conquistate: tra esse quelle del castello di Lepanto e Patrasso. Nella lunetta è raffigurata la Natività della Vergine, affresco di Mattia Preti.[41] Sepoltura del gran maestro Giovanni Francesco Abela.
- Absidiola destra.

### Navata sinistra
- Prima campata. Varco d'accesso alla Sacrestia.[15] Ambiente caratterizzato dalla tela raffigurante l'Incoronazione della Vergine opera di Andrea da Salerno.[42]
- Seconda campata: Cappella dell'Epifania o Cappella dei Re Magi,[42][43] ambiente patrocinato dalle nazioni di lingua tedesca e le comunità provenienti da Austria, Svezia, Norvegia, Danimarca e Paesi Bassi. Pala d'altare raffigurante l'Adorazione dei Magi del pittore maltese Stefano Erardi[38] della seconda metà del XVII secolo, dello stesso autore gli affreschi nelle lunette laterali: a destra la strage degli Innocenti, a sinistra la Natività di Gesù.[44]
- Terza campata: ingresso laterale sinistro.[15][31]
  - Pergamo.[17]
- Quarta campata: Cappella di Santa Caterina d'Alessandria,[45][46] ambiente sotto il patrocinio della nazioni di lingua italiana e dedicata a Santa Caterina d'Alessandria, patrona dei cavalieri italiani, presenta l'altare arricchito con lo Sposalizio mistico di Santa Caterina,[47][48] opera di Mattia Preti proveniente dall'altare maggiore della chiesa di Santa Caterina d'Alessandria[49] e dall'Albergo d'Italia.[48] Ai lati la Maria Maddalena penitente, riproduzione dell'omonimo quadro del Correggio. In passato era custodito il dipinto originale raffigurante San Girolamo scrivente di Caravaggio, oggi sostituito con una riproduzione e trasferito nell'oratorio di fronte alla Decollazione di San Giovanni Battista dello stesso autore. Nella lunetta di sinistra è raffigurata la Disputa tra Santa Caterina e i filosofi pagani, sulla destra è rappresentato il Martirio di Santa Caterina. La tomba a destra è dedicata al gran maestro Gregorio Carafa,[43] che governò l'Ordine nel periodo 1680 - 1690. Il pavimento della cappella è coperto con le tipiche lapidi riccamente decorate dei cavalieri italiani più illustri. Tra loro fra Ippolito Malaspina, mecenate del pittore Caravaggio e committente del San Girolamo scrivente, donato alla cattedrale dopo la sua morte.
- Quinta campata: Cappella di San Paolo Apostolo,[46][50] ambiente patrocinato dalla nazione di lingua francese. Altare dedicato a San Paolo Apostolo, modificato durante il XIX secolo, presenta la Conversione di San Paolo sulla Via di Damasco[33] di Mattia Preti,[51] la Decollazione di San Paolo e il Naufragio di San Paolo sulle coste dell'arcipelago maltese, opere di Lucas Kilian. Inoltre i dipinti Sacra Famiglia e San Giovanni Battista nel deserto, opere documentate e attribuite a Giovan Francesco Penni detto il Fattorino provenienti dalla chiesa di Santa Caterina d'Alessandria.[38][51] Nella cappella si trovano le tombe di personaggi di spicco l'ordine, tra essi Luigi Carlo di Borbone-Orléans, visconte de Beaujolais, fratello del re di Francia Luigi Filippo - quest'ultimo committente del monumento a James Pradier[45] - progettista e scultore del sepolcro, di Adrien de Wignacourt e Emmanuel de Rohan-Polduc.[50]
- Sesta campata: Cappella di San Michele Arcangelo,[46][52] ambiente sotto il patrocinio della langue di Provenza. Manufatto risalente agli anni '20 del XVII secolo, dedicato a San Michele e ospitante una riproduzione del San Michele Arcangelo[30] di Mattia Preti ispirata al capolavoro di Guido Reni.[52] Nella lunetta laterale è raffigurata l'Apparizione di San Michele sul Monte Gargano. Lungo la pareti laterali sono presenti le tombe di due grandi maestri: Antoine de Paule e Giovanni Paolo Lascaris di Ventimiglia e Castellar.[50]
- Absidiola sinistra: Cappella di San Giovanni Battista primitiva Cappella delle Sante Reliquie,[53][54] ambiente patrocinato dalle nazioni di lingua anglo-bavarese. Sull'altare la statua lignea raffigurante San Giovanni Battista e il dipinto Presentazione di San Carlo Borromeo alla Vergine Maria, opera di Agostino Masucci.[53] Alla fine del XVIII secolo il reliquiario fu convertito in cappella e dedicata a San Carlo Borromeo, cardinale e arcivescovo di Milano, noto riformatore della fede cattolica.

### Altare maggiore
L'altare principale dono del gran maestro Gregorio Carafa è opera degli artisti Lorenzo Gafà e Giovanni Braccio, il manufatto intarsiato in marmi policromi pregiati, pietre dure, lapislazzuli e decorato con inserti in metallo argentati e dorati, presenta scene dell'Ultima Cena, i simboli dei quattro evangelisti, le chiavi emblema di San Pietro, la spada emblema di San Paolo. Nel catino absidale si staglia l'imponente gruppo marmoreo raffigurante il Battesimo di Cristo, realizzato a cavallo tra 1700 e 1703 dallo scultore senese Giuseppe Mazzuoli che sostituì il dipinto Battesimo di Cristo di Mateo Perez d'Alecio collocato in sagrestia. Il manufatto concepito a Roma da Melchiorre Cafà, dopo la morte accidentale sul lavoro di quest'ultimo, fu condotto a termine sotto la direzione e supervisione di Gian Lorenzo Bernini. La calotta absidale è affrescata da Mattia Preti, conclude il ciclo pittorico della volta con la Santissima Trinità e San Giovanni Battista con lo stendardo dell'Ordine.
Appena dietro la balaustra nell'area presbiteriale sono collocati due manufatti in bronzo raffiguranti l'Aquila lato cornu evangelii, allegoria di San Giovanni Evangelista, e Mosè con le Tavole della Legge lato cornu epistulae, opere del XVI secolo. Sovrasta la mensa un maestoso baldacchino, lampadari e candelabri in argento arricchiscono l'ambiente.
- Coro[55] e organi.[60] Al centro è collocato un leggio ligneo recante bassorilievi con raffigurazioni del Precursore: Battesimo di Gesù nel fiume Giordano, San Giovanni Battista dinanzi ai sacerdoti, Decollazione del Battista, Erodiade riceve la testa del Battista su un piatto d'argento.[61]

### Madonna del Fileremo

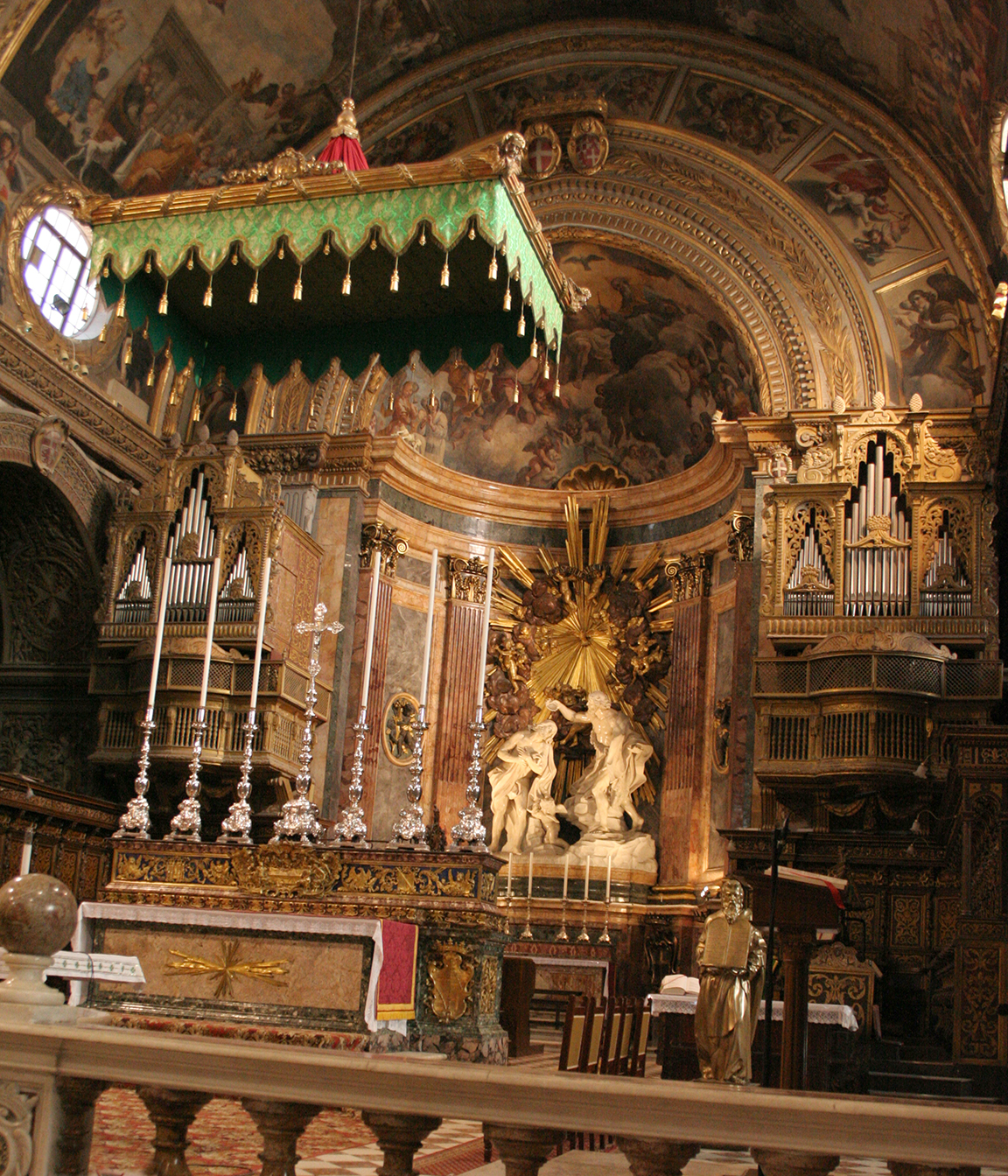
L'altar maggiore e l'organo.

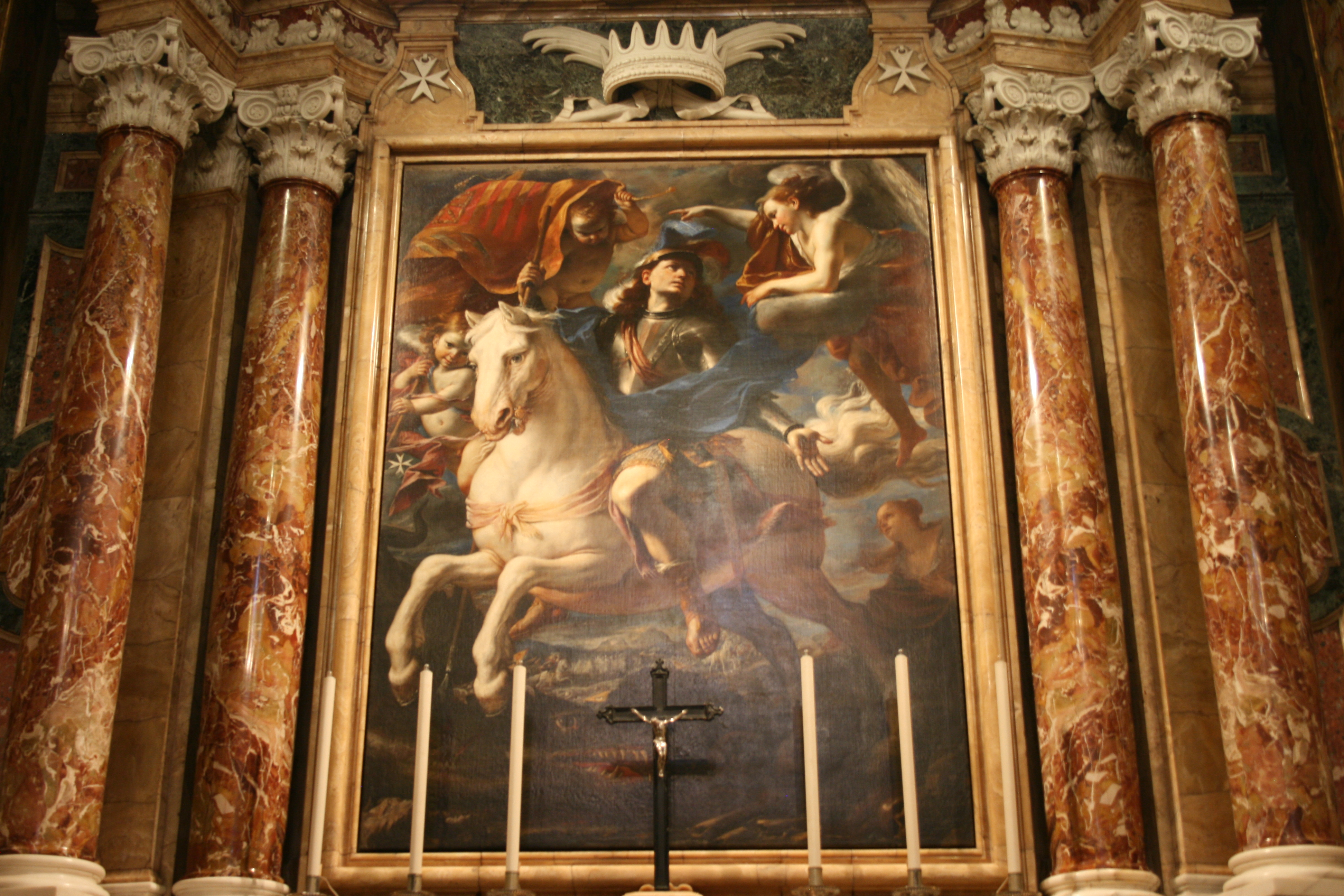
San Giorgio e il drago.

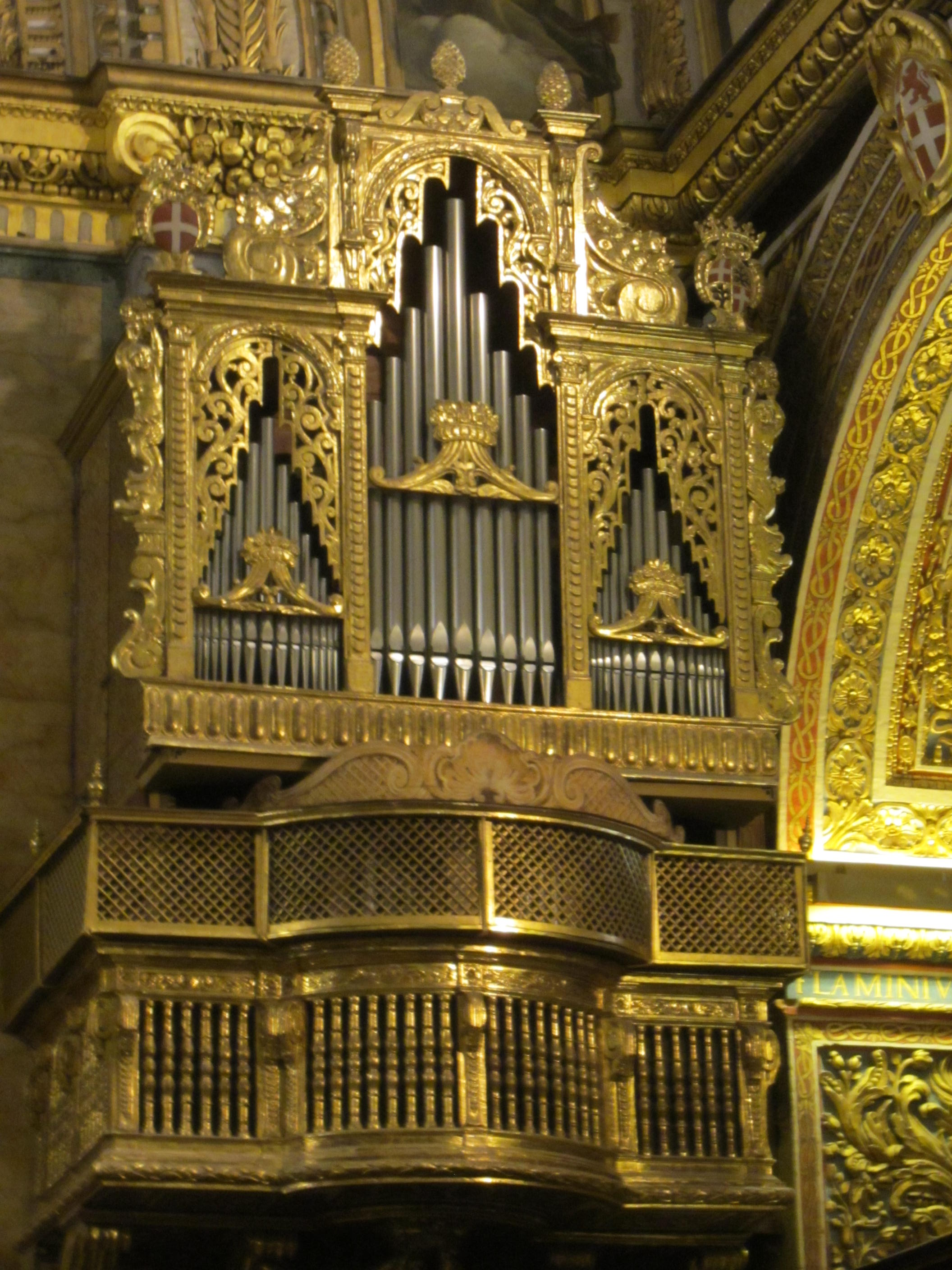
L'organo.

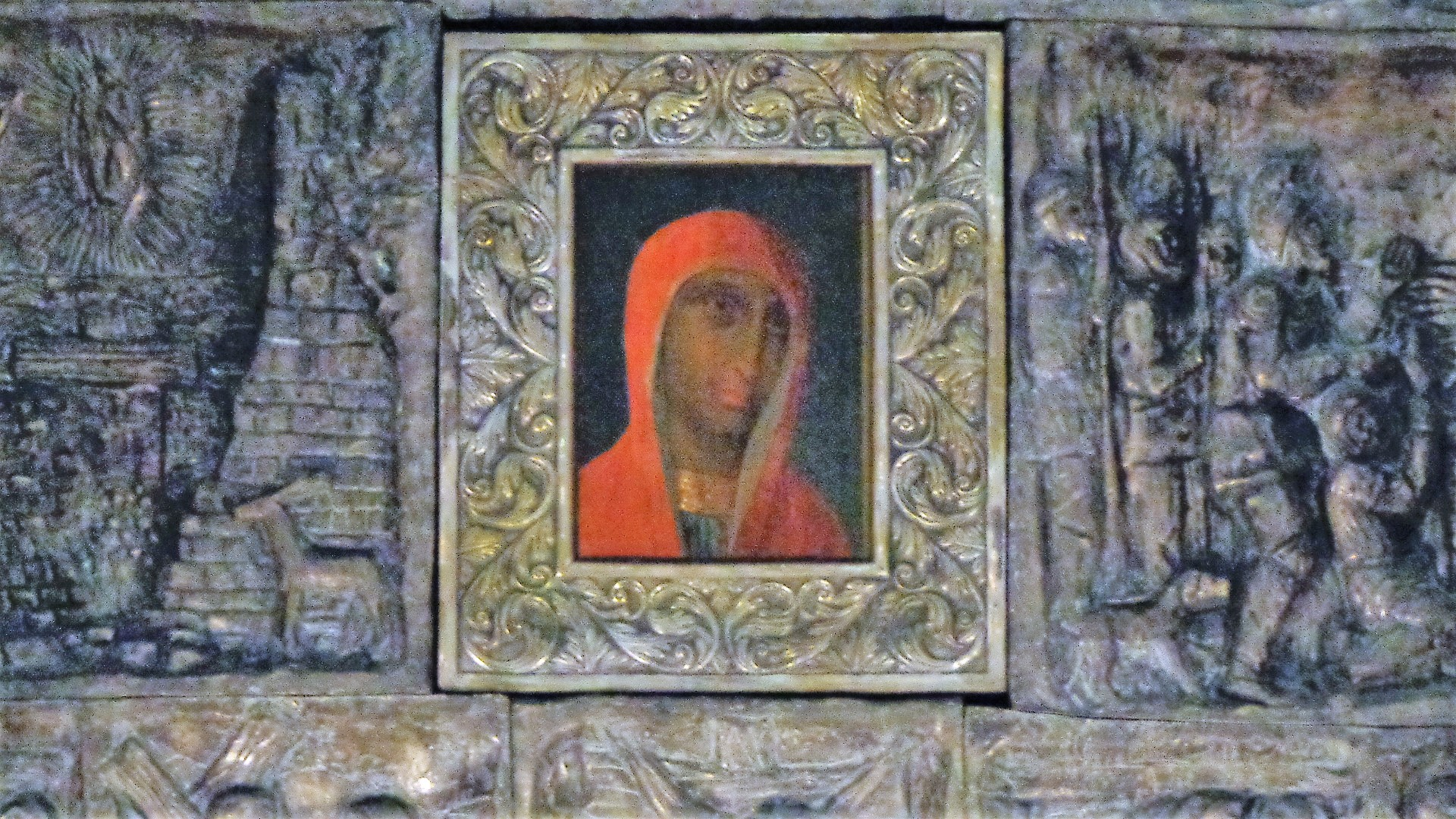
Vergine del Fileremo, copia russa custodita nella basilica di Santa Maria degli Angeli.

Madonna del Fileremo o Madonna del Monte Phileremo di Rodi o Vergine di tutte le Grazie, patrona del Sovrano Militare Ordine di Malta.
L'icona considerata dalla tradizione opera di San Luca, per gli studi risalente al secolo IX e X secolo, ha attraversato avventurose vicende cominciando, secondo la prima ipotesi, con lo sfuggire alla furia iconoclasta dell'imperatore bizantino Leone III Isaurico. Posseduta dai Cavalieri di San Giovanni sin dai tempi in cui essi erano stanziati a Gerusalemme, seguì la travagliata permanenza fino al 1291 a San Giovanni d'Acri, nell'isola di Rodi la Madonna gerosolimitana fu custodita presso il monastero di Monte Fileremo (Monte Philermos). In seguito agli attacchi ottomani del 1480, 1513, 1522, l'icona seguì il gran maestro Philippe de Villiers de L'Isle-Adam a Malta, ove rimase fino al 1798, allorquando Napoleone Bonaparte col pretesto dell'approvvigionamento idrico e delle vettovaglie, occupò e razziò l'isola.
La rocambolesca peregrinatio annovera per volontà del gran maestro Ferdinand von Hompesch zu Bolheim custodie a Messina, primitiva sede dell'Ordine, a Viterbo, Trieste, Lubiana, per approdare in Russia ove fu eletto gran maestro lo zar Paolo I, custodita nella Cappella Vorontzen, alla morte dello zar nel 1801, fu trasferita nel Palazzo d'Inverno di San Pietroburgo. La vetustà e le peripezie trascorse indussero gli eredi dello zar a farne una riproduzione, copia che oggi si ammira ad Assisi nella cappella sinistra del braccio sinistro del transetto in prossimità della Porziuncola della basilica di Santa Maria degli Angeli.
Durante la rivoluzione d'ottobre del 1917 l'icona originale fu nascosta in un monastero, Maria Sofia Fëdorovna Dagmar madre del defunto zar Nicola II di Russia la trasferì con sé durante l'esilio in Danimarca, con l'invasione nazista fu custodita a Belgrado per giungere nel Monastero di Ostrog. Solo al 1997 risale il riconoscimento e la ricostruzione delle peripezie vissute dal piccolo dipinto, oggi esposto presso il Museo di Belle Arti di Cetinje in Montenegro.
- Icona di Nostra Signora di Carafa, copia dell'originale detta Nostra Signora di Lanciano, originariamente esposta nella Cappella della Lingua d'Italia.
- Icona della Madonna Nera, dipinto esposto nella Cappella della Lingua d'Italia.
- Icona, riproduzione di recente fattura, dono dei popoli di Russia e Jugoslavia a Joseph Mercieca, arcivescovo di Malta, offerto nel 2001 su iniziativa di Sergei Zotov, ambasciatore russo a Malta, e di fra' Andrew Bertie, gran maestro dell'Ordine.

### Organo a canne
Nella concattedrale si trova l'organo a canne Mascioni opus 794, costruito nel 1960. A trasmissione elettrica, è distribuito in tre corpi: ai due lati dell'abside, sopra le cantorie entro casse lignee barocche riccamente scolpite, e dietro l'altare maggiore (corpo corale). Lo strumento dispone di 38 registri, e la sua consolle ha tre tastiere e pedaliera.

## Tombe dei grandi maestri

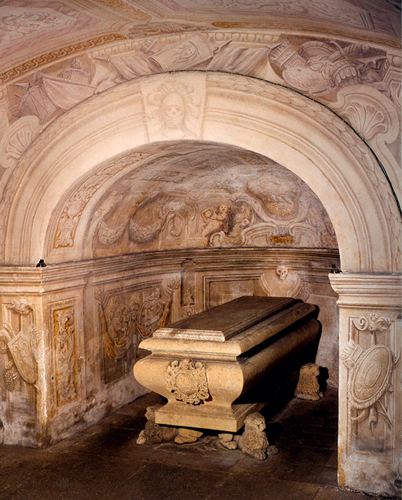
Cripta, sarcofago di Jean de la Cassiere.

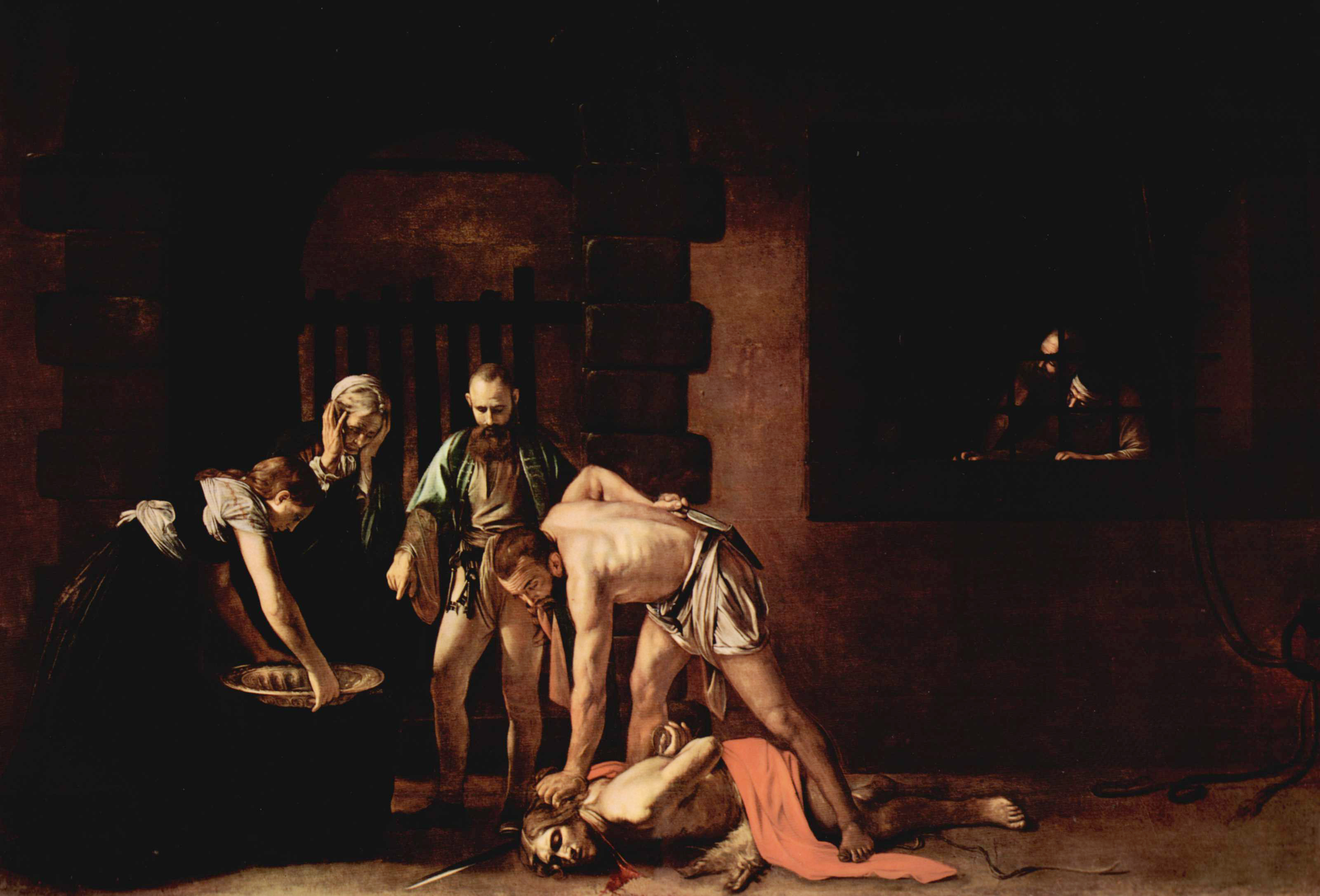
La Decollazione di San Giovanni Battista del Caravaggio.

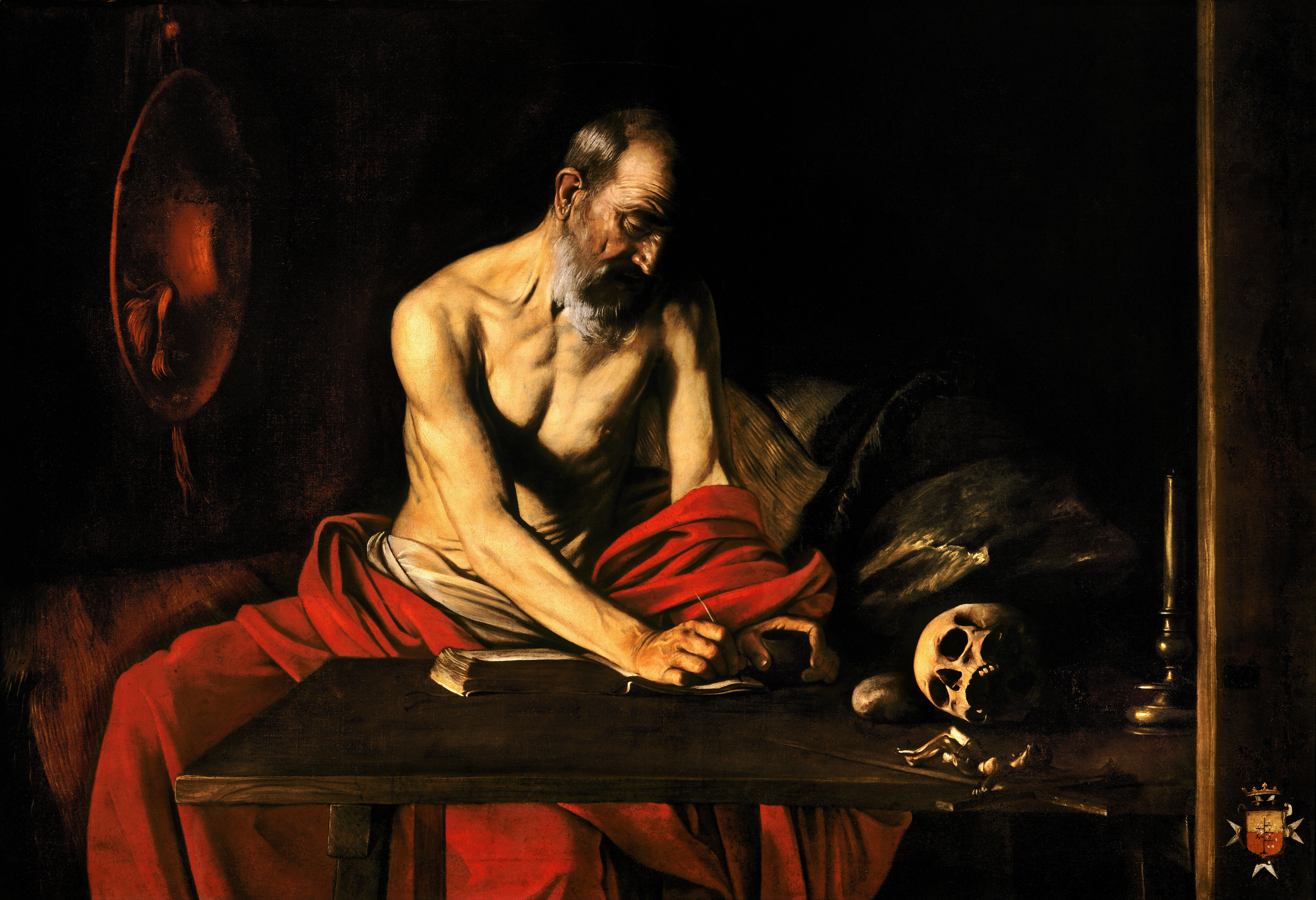
San Girolamo scrivente.

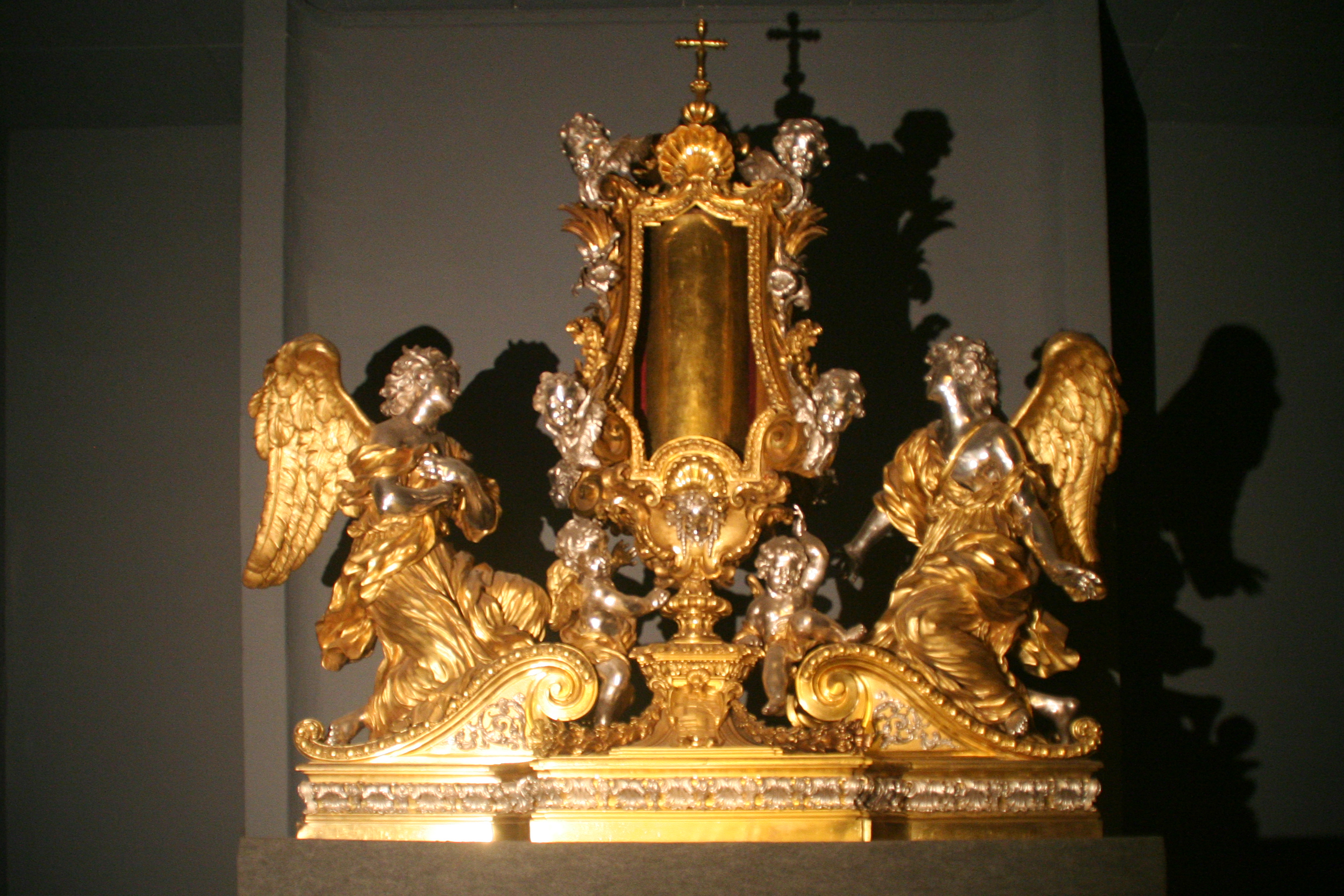
Reliquiario.

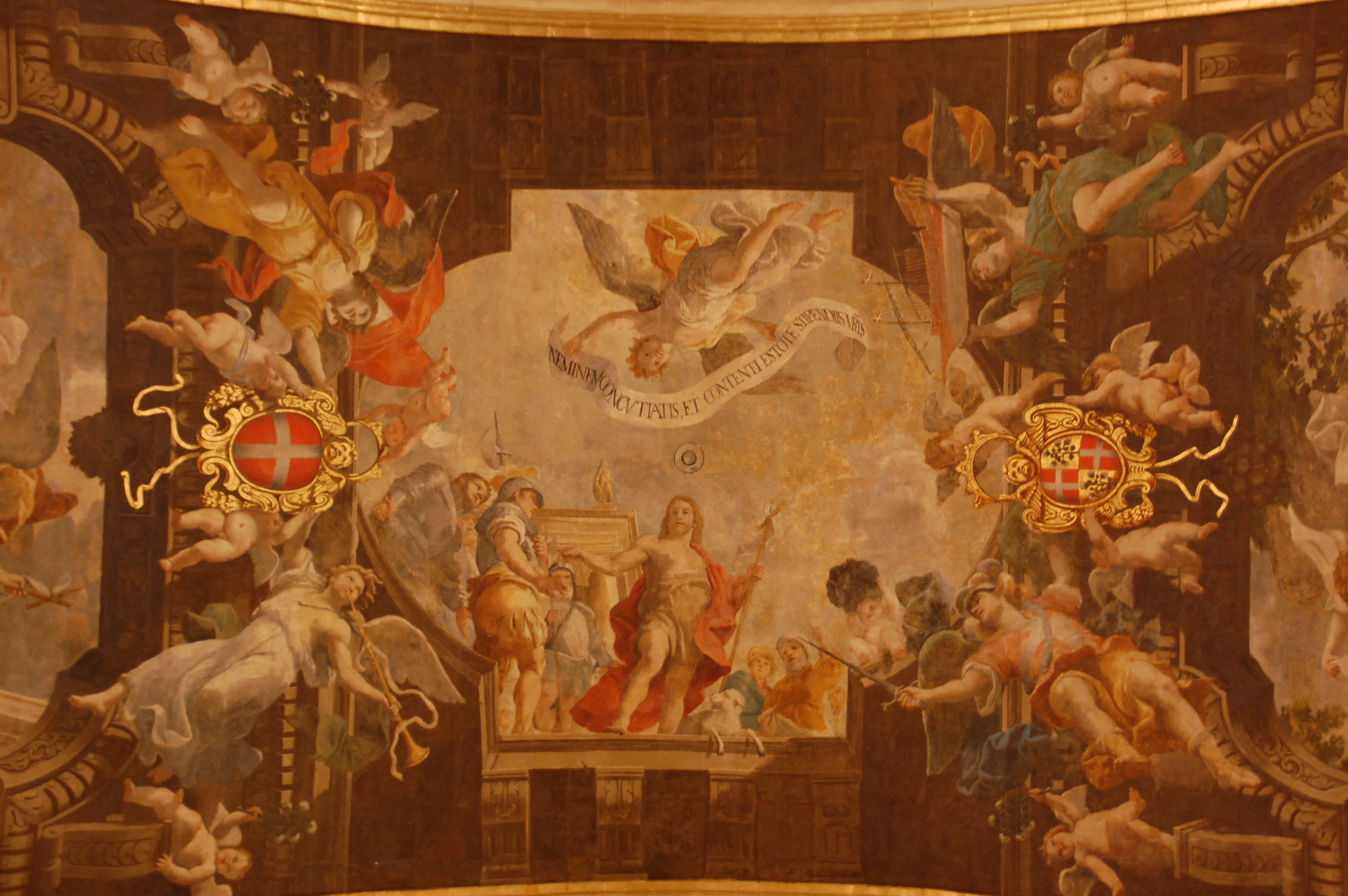
San Giovanni insegna i principii della Sacra Religione Gerosolimitana.

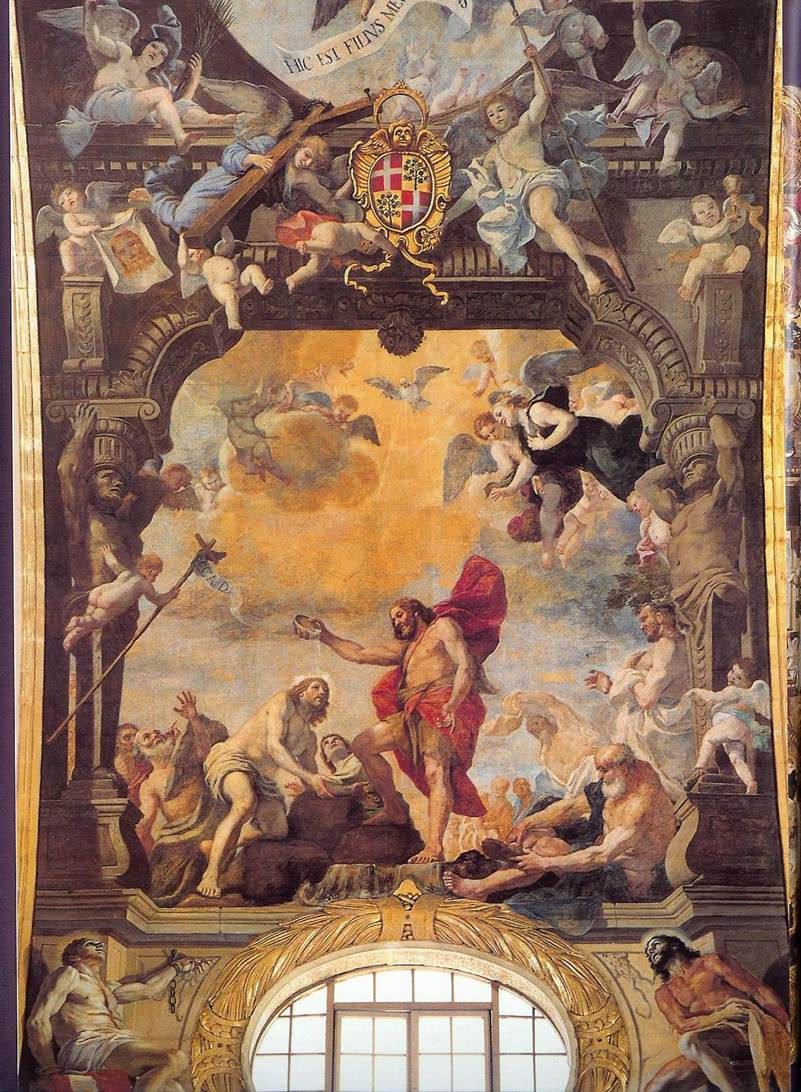
Il Battesimo di Cristo.

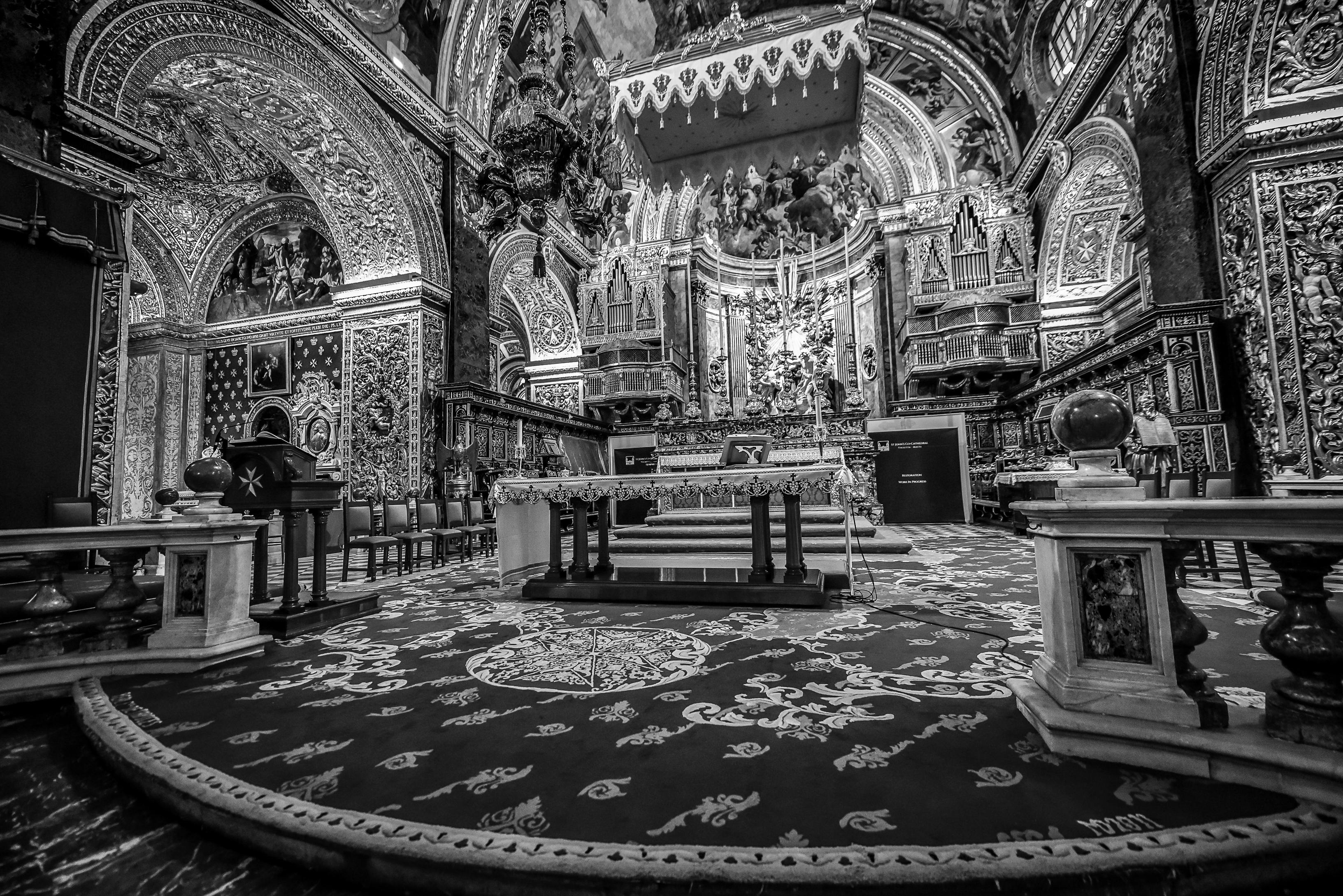
Presbiterio, bianco e nero.

Disseminati nei vari ambienti si segnalano i monumenti sepolcrali di Martin de Redin, Annet de Clermont-Gessant, Adrien de Wignacourt, Ramon Perellos y Roccaful, Marc'Antonio Zondadari, António Manoel de Vilhena, Francisco Ximenes de Texada e Emmanuel de Rohan-Polduc.
Nell'edificio sono sepolti centinaia di membri dell'Ordine, 405 lapidi realizzate come pannelli marmorei costituiscono il pavimento considerato uno tra i principali tesori artistici e storici di Malta, lastre tombali ripartite tra la navata, l'absidiola di Nostra Signora di Filaremo, le cappelle delle 8 langues dell'Ordine, la Cripta, l'Oratorio, gli ingressi del Cimitero, la Sacrestia e il varco d'uscita sulla dépendance. Le lastre riccamente intarsiate recano simboli araldici, dediche, iscrizioni, motivi religiosi, fregi militari e trofei navali.
La consuetudine di tappezzare di lapidi il pavimento, prodotte prevalentemente da artigiani e artisti stranieri, cominciò cronologicamente negli ultimi decenni del XVI secolo, subendo una brusca battuta d'arresto con l'espulsione dell'Ordine da Malta.

## Cripta
Sotto l'altare maggiore è ubicata la sala sotterranea chiamata la Cripta dei grandi maestri sotto il titolo del «Santissimo Crocifisso» ove sono inumate la maggior parte delle salme dei grandi maestri dell'Ordine, eletti dopo il trasferimento della sede a Malta.
Tra i sepolcri quelli di Philippe de Villiers de L'Isle-Adam alla guida l'Ordine di Malta dopo l'abbandono di Rodi, Jean Parisot de la Valette, l'eroe del Grande Assedio e artefice della costruzione di La Valletta (Humilissima Civitas Valettae) da cui deriva il nome della capitale maltese, Jean de la Cassiere, promotore della costruzione del tempio. Unico estraneo al novero il nobile d'origine britannica Oliver Starkey.
In ordine orario a partire dall'absidiola i monumenti a: Jean de la Cassiere, Luis Mendez de Vasconcellos, Hugues Loubenx de Verdalle, Pietro de Monte, Martin Garzez, Philippe de Villiers de L'Isle-Adam, Jean Parisot de la Valette, Alof de Wignacourt, al centro quelli Claude de la Sengle, Piero de Ponte, Juan de Homedes, Oliver Starkey.
Il monumento funebre di Philippe de Villiers de L'Isle-Adam è opera attribuita ad Antonello Gagini, manufatto già documentato nella Cappella di Nostra Signora della Vittoria di Forte Sant'Angelo.
- Sotterraneo sotto il titolo della «Vergine delle Grazie».[64] Ambienti ipogei ubicati sotto l'Oratorio. L'area ospita le sepolture di preti conventuali, cavalieri, commendatori e personale in servizio dell'Ordine.

## Sacrestia
- Sacrestia maggiore.[42][67] Nell'ambiente sono documentati il Battesimo di Gesù[42] e la pala d'altare con la raffigurazione del Naufragio di San Paolo a Malta, entrambi opere di Mateo Perez d'Alecio, il ritratto del Gran Maestro Pinto di Antoine de Favray[42][67] e il ritratto Gran Maestro Nicolas Cottoner di Mattia Preti, la Salomè con la testa del Battista commissionata da Alof de Wignacourt.
  - 1572, Flagellazione, opera di Stefano Pieri.[42]
  - Deposizione, opera di Daniele Ricciarelli da Volterra.[42]
  - San Giorgio a cavallo, opera di Francesco Potenzano.[42]
  - Patriarchi escono dal Limbo, opera attribuita a Pellegrino Tibaldi.[42]
  - Santi Cosma e Damiano, opera di Mattia Preti.[42]
  - Ritratto di Mattia Preti, opera di esponente di bottega.[42]
  - Ritratto di Benedetto XIV, opera di Antoine de Favray.[42]
  - Ritratto del Gran Maestro La Cassière, opera di Scipione Pulsone da Gaeta.[42]
  - Ritratto del Gran Maestro Perellos, opera di Gian Nicola Buhagiar.[42]
- Sacrestia minore.[68]
  - Tesoro.[69]

## Oratorio
Oratorio dei Cavalieri altrimenti noto come Oratorio della Decollazione. Ambiente patrocinato da Alof de Wignacourt ove è presente un bellissimo altare commissionato dal gran maestro Gregorio Carafa. Nel controsoffitto in stile veneziano sono inseriti i dipinti raffiguranti tre scene della Passione di Cristo. La sala è dotata di un antico organo risalente al XVI secolo, restaurato nel primo decennio del nuovo millennio.
Le tre opere di Mattia Preti: l'Hecce Homo, l'Incoronazione di spine, la Crocifissione sono messe in secondo piano dalla Decollazione di San Giovanni Battista di Caravaggio del 1608 collocata sull'altare. Quest'ultimo, unico tra i dipinti autografi, la firma dell'artista è leggibile ai bordi della macchia di sangue sotto il collo di Giovanni Battista.
L'altra tela è San Girolamo scrivente che originariamente faceva parte dell'arredo pittorico della Cappella d'Italia, appeso sulla volta di passaggio verso quella confinante della Lingua di Francia. Ambiente deputato alle solenni cerimonie, è proprio in questo luogo al cospetto del grande dipinto che avvenivano le investiture dei Cavalieri. Lo stesso Michelangelo Merisi che nel quadro si firma Fra Michelangelo ne fu insignito. Qui fu decretata anche la sua espulsione dall'Ordine e dall'isola.
Nell'ambiente come opere di Mattia Preti sono documentati gli affreschi raffiguranti San Giovanni Battista e l'Agnello di Dio sul lato destro dell'altare, la Gloria della Beata Vergine con Santa Flora e Sante Vergini sul lato sinistro, l'Orazione all'orto e la Flagellazione alla colonna, due ovali realizzati nelle immediate adiacenze della sopraelevazione.
I dipinti raffiguranti un Santo al servizio degli ammalati, un Santo orante dinanzi al Crocifisso, una Santa Monaca guarisce un paralitico, il Miracolo della conversione dell'acqua in vino per la consacrazione sono correttamente documentati come:

Santa Ubaldesca, Beato Giorlando d'Alemagna cavaliere, Beato Gerardo Mecatti da Villamagna, Beato Gerardo dal Tonco o Gerardo Sasso, Badessa Agnese gentildonna romana, Beati Gerardo e Ruggiero rettori dell'Ordine gerosolimitano prostrati davanti a San Giovanni Battista, Beato Gerardo rettore attua atti di carità, Sant'Ugo fa scaturire acqua dalla roccia, San Nicasio Martire, Santa Toscana Veronese orante.

## Museo della Cattedrale
In varie sale annesse all'oratorio, sono custodite collezioni inestimabili d'arte e cimeli raccolti, frutto di donazioni dei Cavalieri di Malta.
Tra le raccolte una riguarda i paramenti e gli abbigliamenti religiosi destinati alle cerimonie speciali. Indumenti realizzati in seta e raso, costellati di ricchi ricami, spesso impreziositi con inserti in oro e argento. I colori di ogni serie di capi sono accuratamente selezionati secondo il calendario liturgico.
Altra notevole collezione è costituita da 29 enormi arazzi fiamminghi prodotti dalla Judocus de Vos di Bruxelles. Alcune allegorie raffigurate ricalcano soggetti e temi concepiti da Pietro Paolo Rubens. Dono della comunità aragonese al gran maestro Ramon Perellos y Roccaful elevato alla carica nel periodo 1697 - 1701, essi raffigurano scene tratte dalla vita di Cristo, la Vergine Maria, gli Apostoli e il Gran Maestro.
Interessante la raccolta di libri dipinti a mano e miniati in oro suddivisi ii dieci libri denominati Graduali, con riferimento ai canti che accompagnano i riti della Comunione, sette e due libri o Antifonari del XVI secolo donati rispettivamente dai gran maestri Philippe de Villiers de L'Isle-Adam, Hugues Loubenx de Verdalle e Antoine de Paule.
Uno dei pezzi più pregiati è la custodia della reliquia più importante dei Cavalieri: la mano mummificata del patrono dell'Ordine Giovanni Battista. Commissionata dal grande maestro Gregorio Carafa, reca lo stemma della casata familiare d'appartenenza. Realizzata in bronzo con ornamenti in argento, opera di Ciro Ferri, famoso scultore orefice influenzato dallo stile barocco di Gian Lorenzo Bernini, la teca intarsiata d'oro con pietre preziose fu confiscata, la reliquia messa al sicuro dall'ultimo gran maestro Ferdinand von Hompesch zu Bolheim prima di lasciare Malta in seguito all'invasione napoleonica.
Spogliata da tutte le opere di oreficeria e di argenteria liturgica durante l'occupazione francese del 1798 - 1800, tuttavia alcuni alti prelati riuscirono a recuperare parte dei tesori confiscati, tra essi l'insieme di quindici statue d'argento realizzate dall'artista Antonio Arrighi, esponente del barocco romano, tra il 1741 e il 1743. Grazie alla mediazione del vescovo Gaetano Labini e del Capitolo della Cattedrale dietro il pagamento di una grossa somma in denaro queste opere furono recuperate per essere custodite presso la cattedrale di San Paolo di Medina.

## Palazzo arcivescovile
- 1622. L'arcivescovo Baldassarre Caglieres principiò il palazzo nonostante le rimostranze del Gran Maestro Alof de Wignacourt. La Rota Romana appoggiò e sancì il perfezionamento dell'edificio,[72] ubicato in Triq Il-Palazz Tal-Isqof.